# Biserica fortificată din Daneș

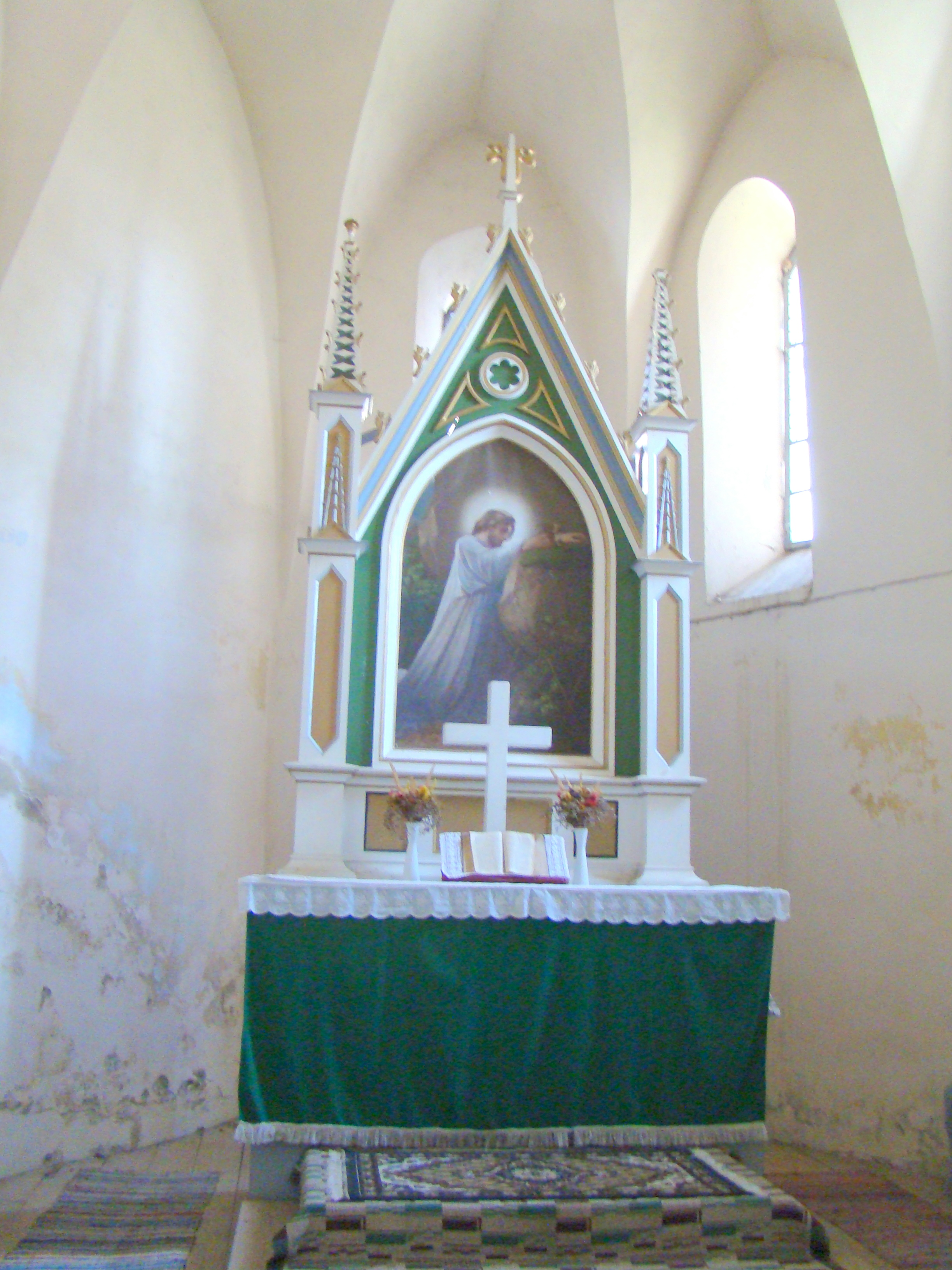
Altarul bisericii evanghelice din Daneș

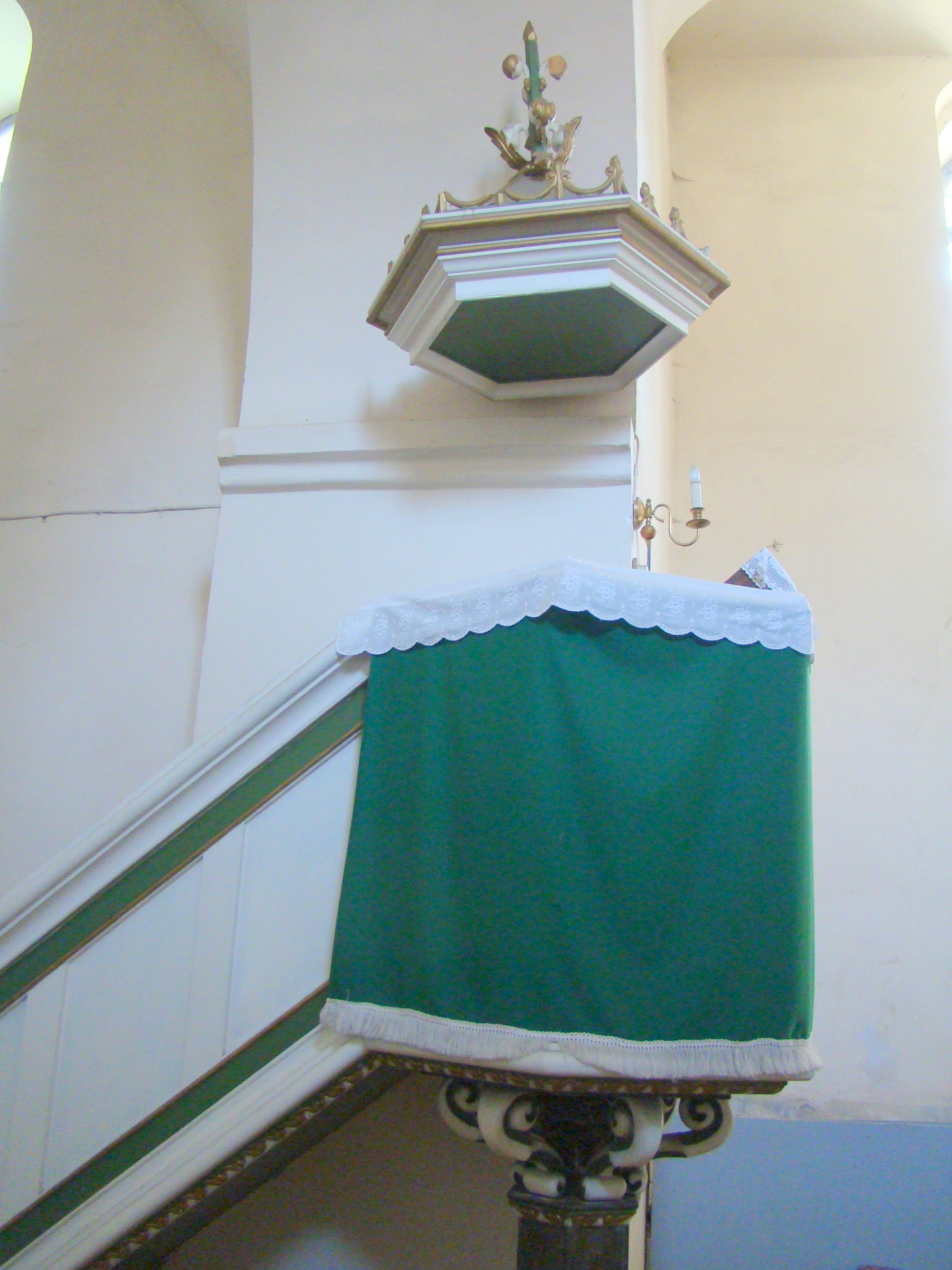
Amvonul

Biserica fortificată din Daneș, inițial cu hramul Sfântul Dionisie (St. Denis), este un ansamblu de monumente istorice aflat pe teritoriul satului Daneș, comuna Daneș.
Ansamblul este format din două monumente:
- Biserica evanghelică fortificată (cod LMI MS-II-m-A-15649.01)
- Fragment de incintă fortificată cu turn clopotniță (cod LMI MS-II-m-A-15649.02)

## Localitatea
Daneș (în dialectul săsesc Dunesdref, în germană Dunesdorf, Dansdorf, în maghiară Dános) este satul de reședință al comunei cu același nume din județul Mureș, Transilvania, România.
Satul a fost atestat documentar în anul 1343 cu numele de Danus.

## Biserica
Biserica, împreună cu tot satul Daneș (villa Sti. Dyonisii), a fost inițial posesiune a Abației Cluj-Mănăștur. În anul 1532 comunitatea locală a aderat la Reforma Protestantă și a devenit parte a Scaunului Sighișoarei.
Mica biserică din Daneș a fost construită în 1506 în stil gotic târziu, fără turn. Acesta a fost construit în partea de vest a bisericii abia în 1927, inclusiv caturile sale de apărare.  
Din zidul de incintă original se mai păstrează doar câteva rămășițe pe partea de sud și un mic turn de strajă. 
Mobilarea interioară datează din perioade diferite: cristelnița și amvonul sunt baroce, altarul este din 1878, iar orga din 1920. Bolta care acoperă sala bisericii a fost construită în 1868.

## Vezi și
- Daneș, Mureș

## Imagini din exterior

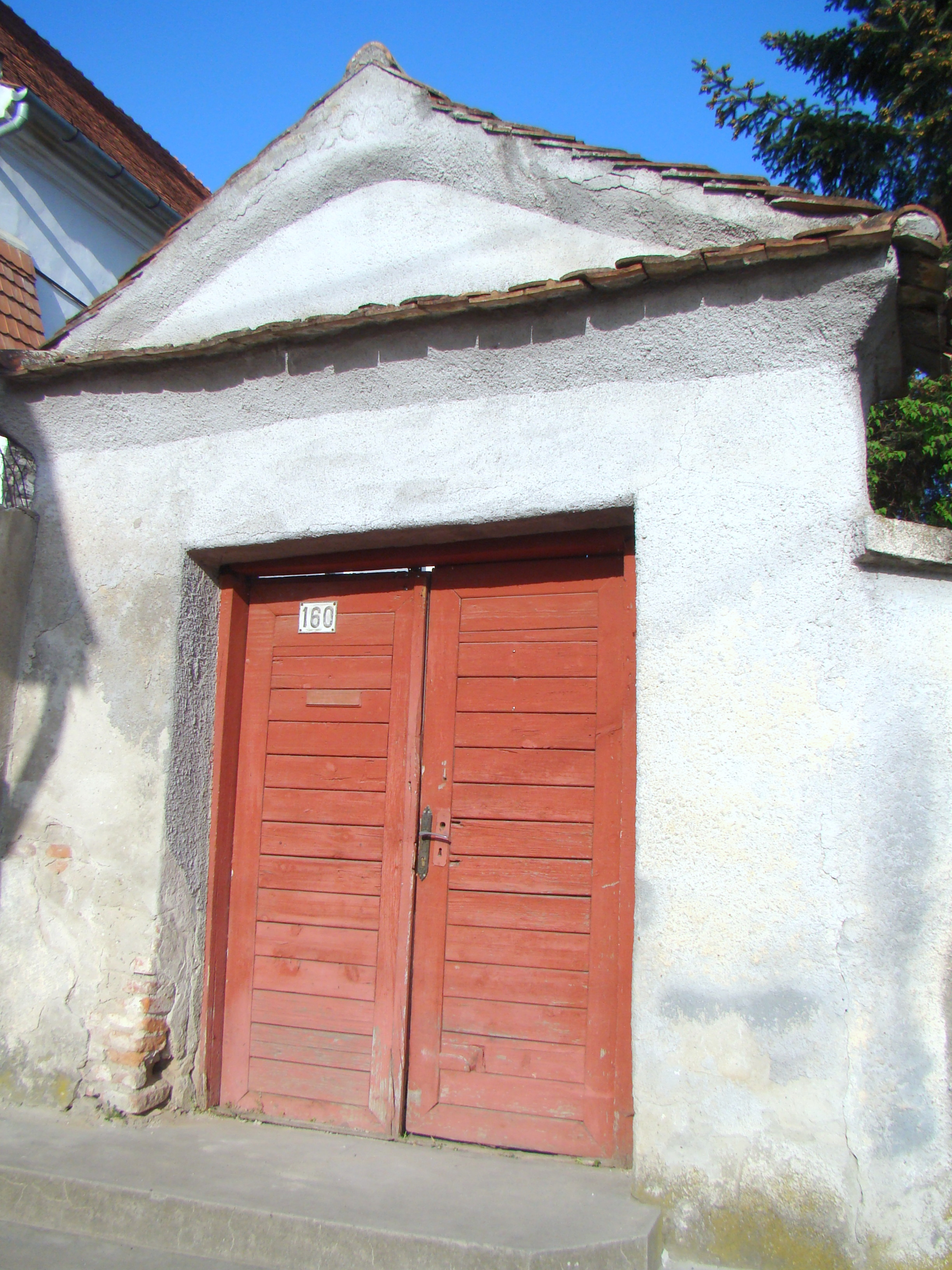
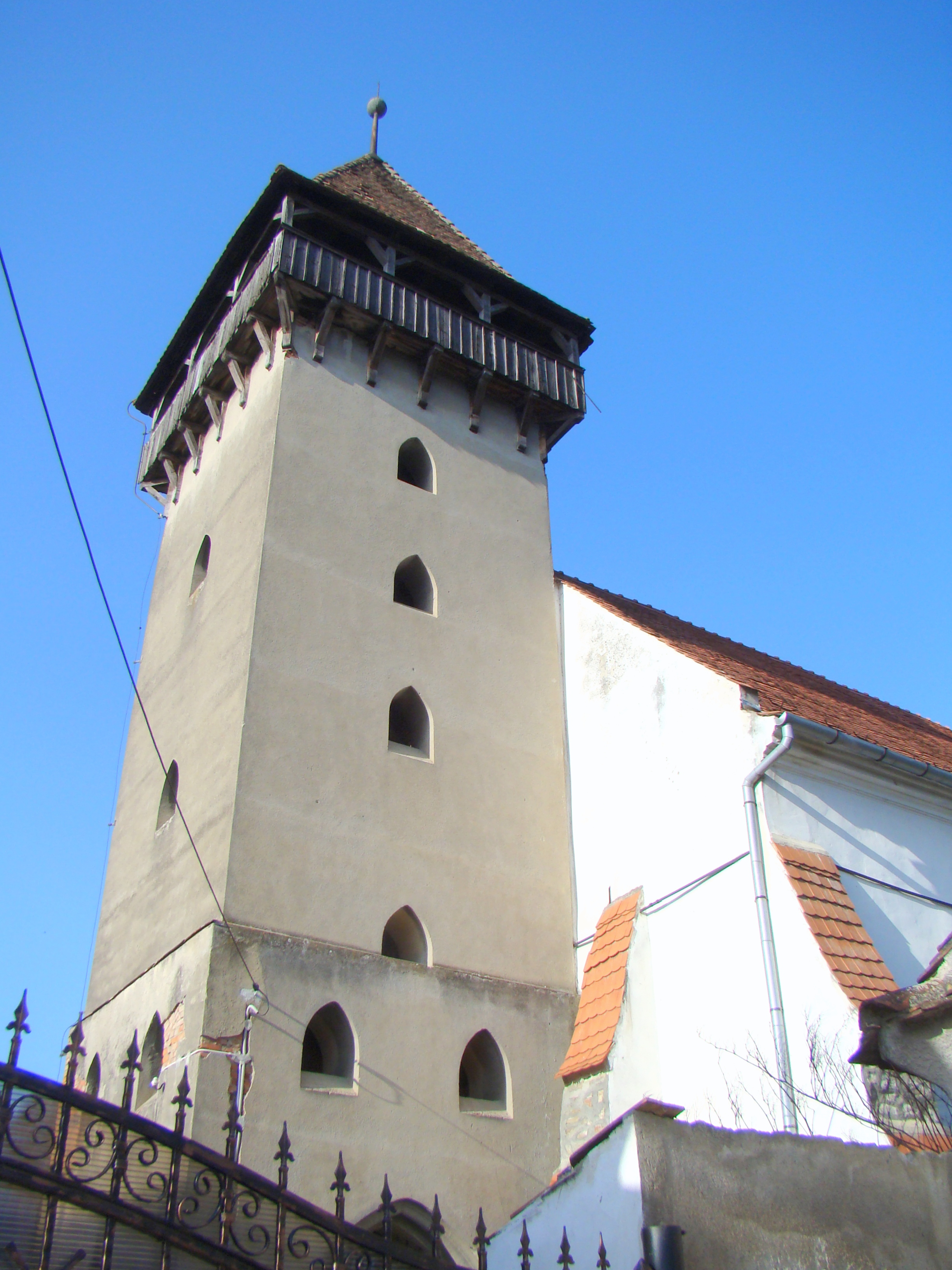
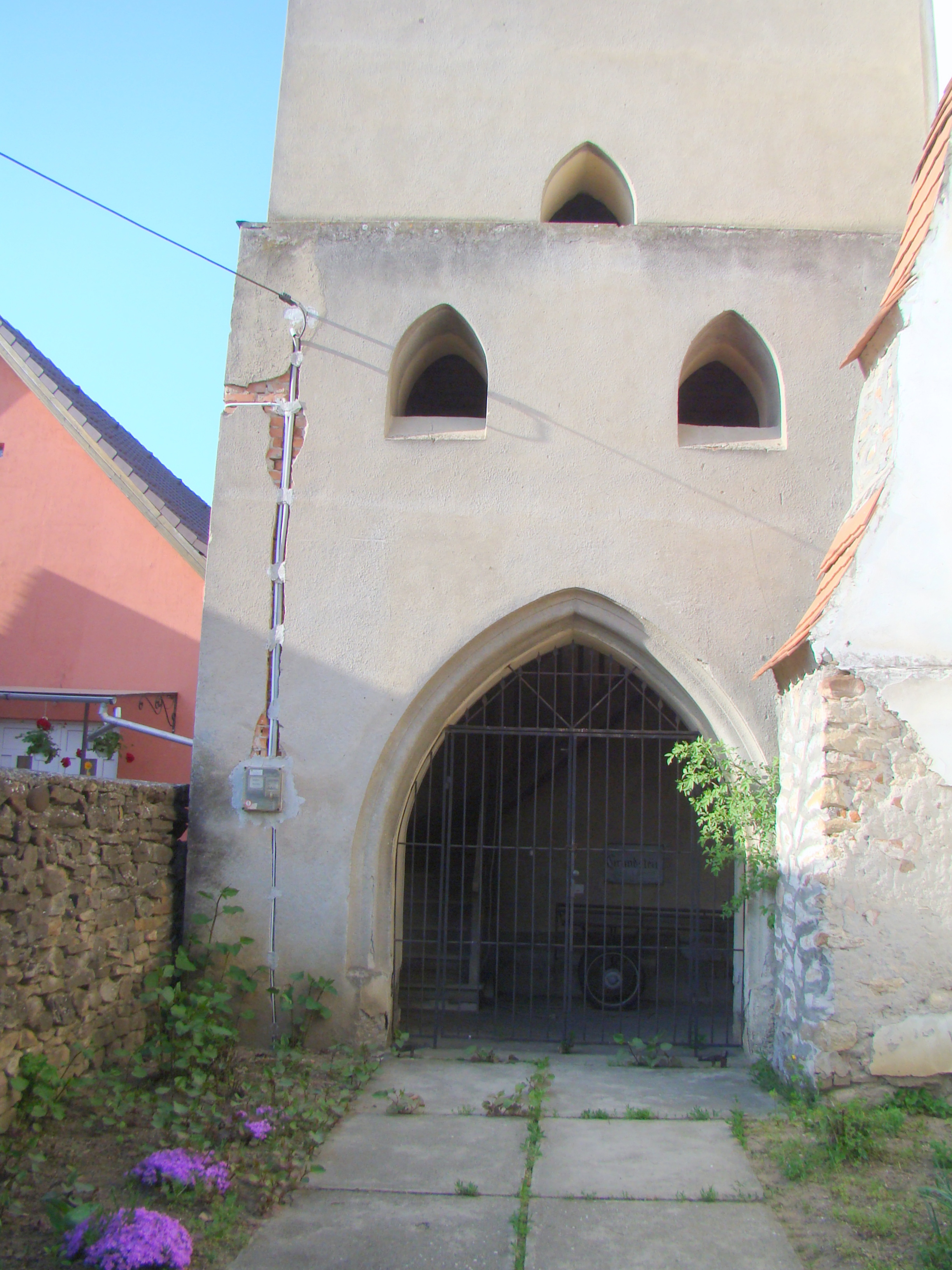
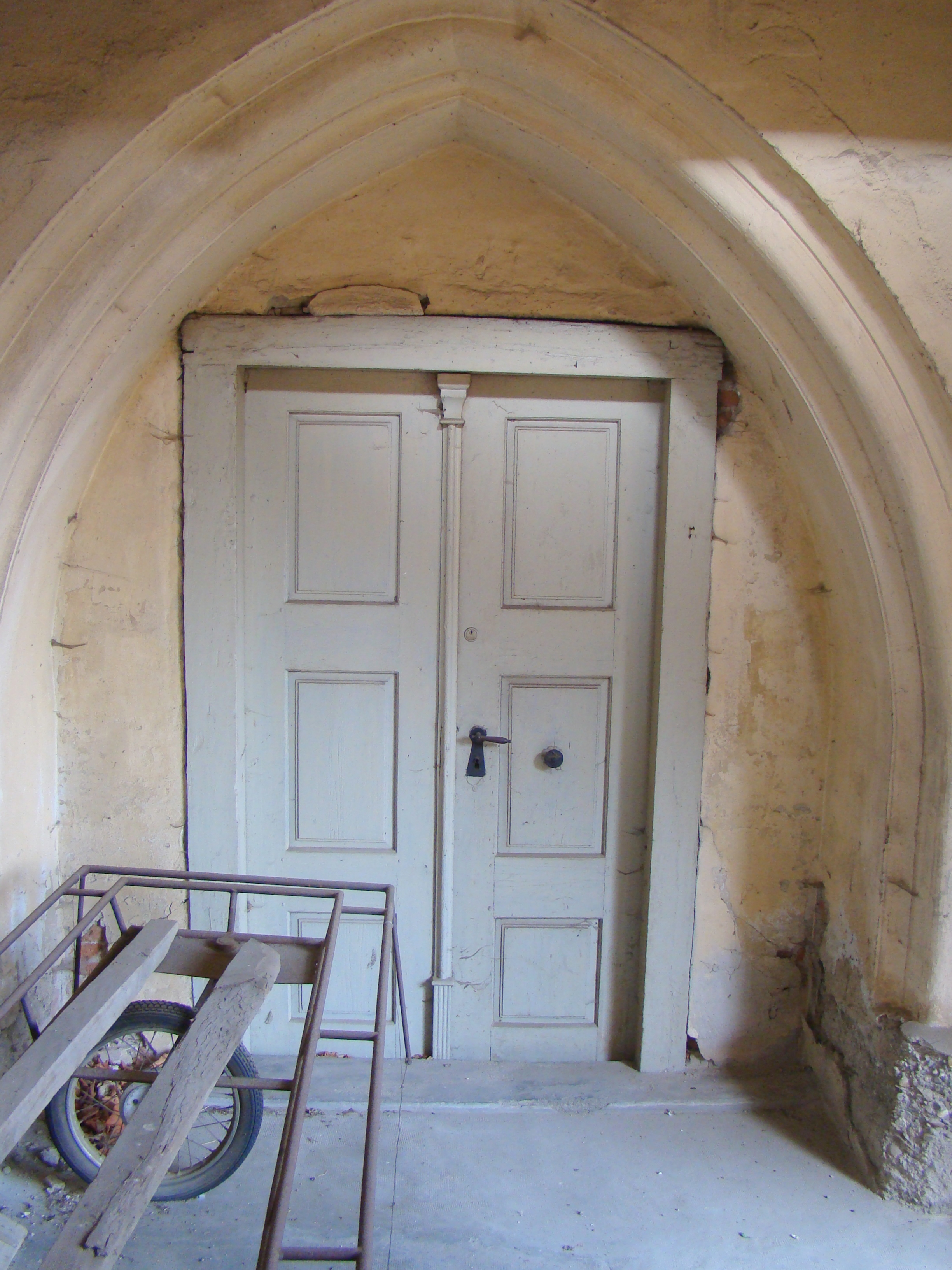
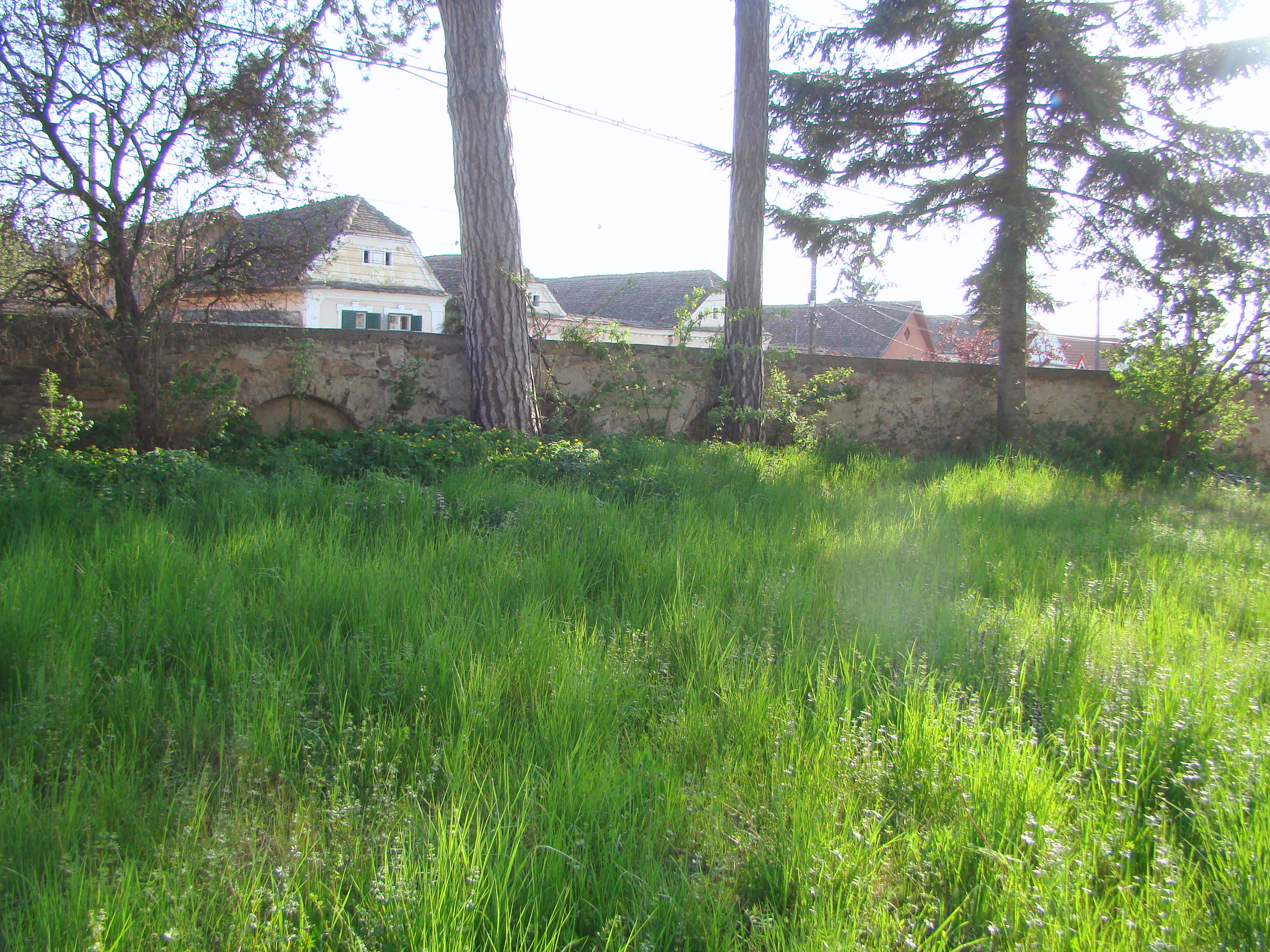
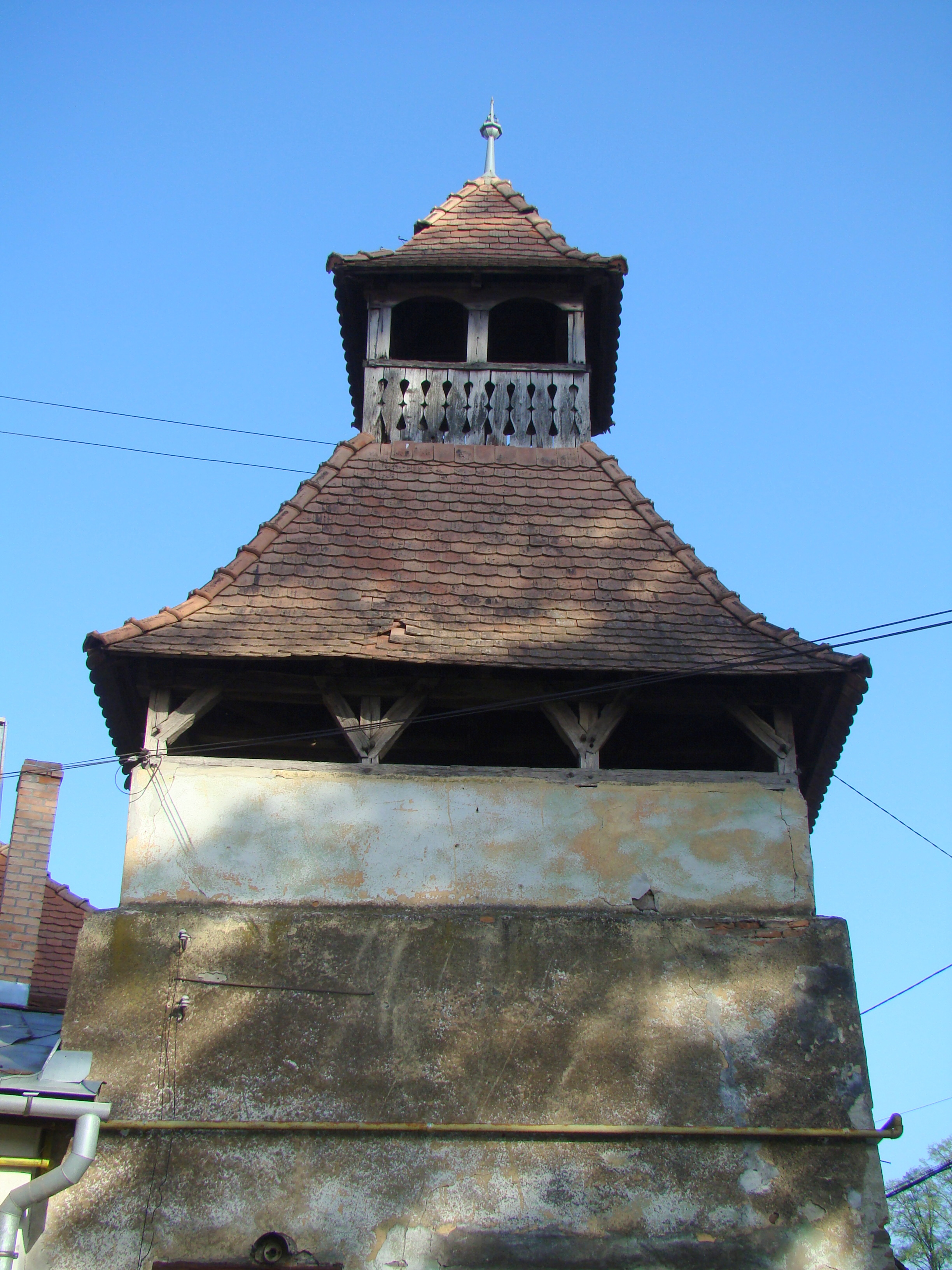
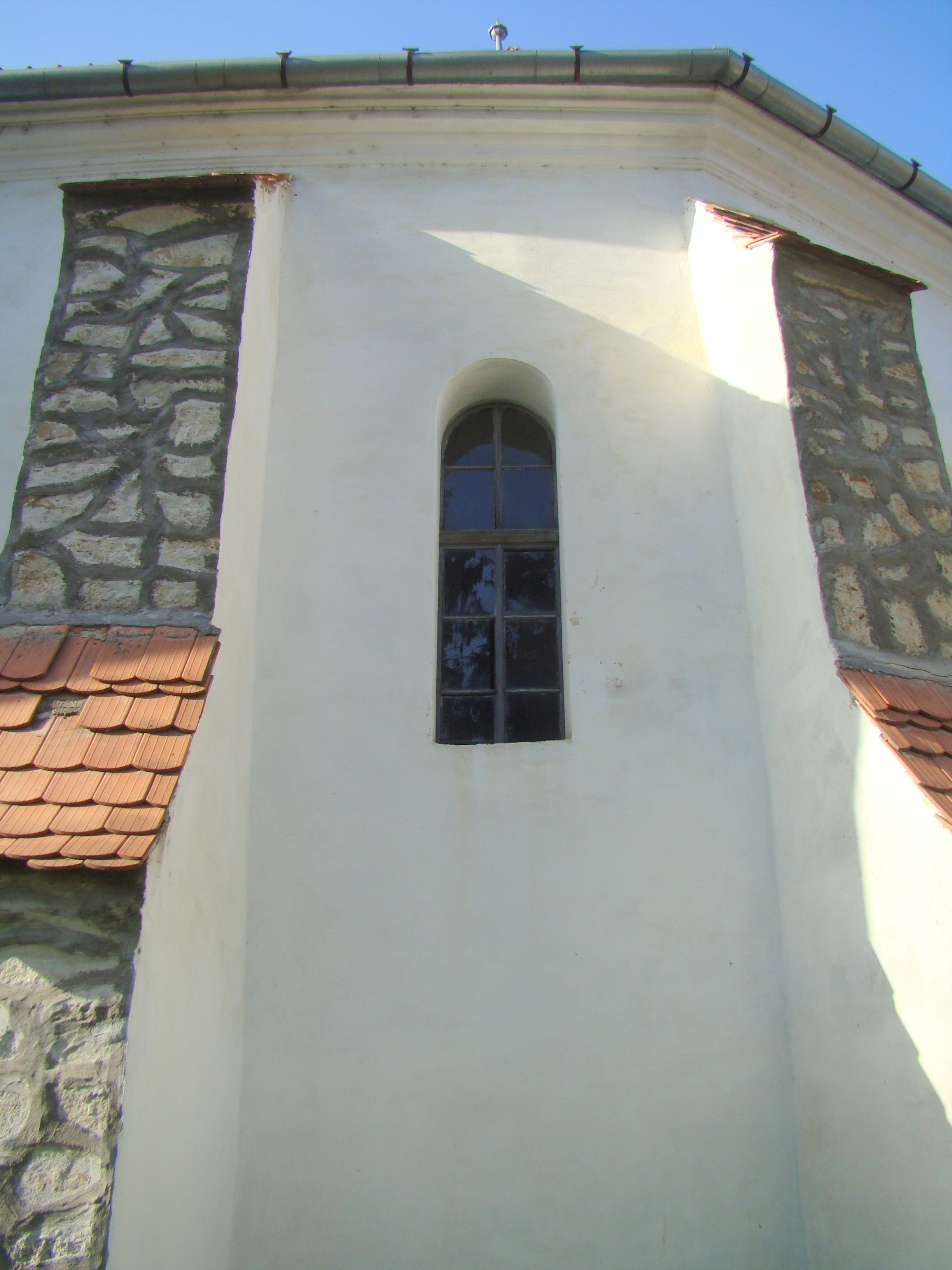
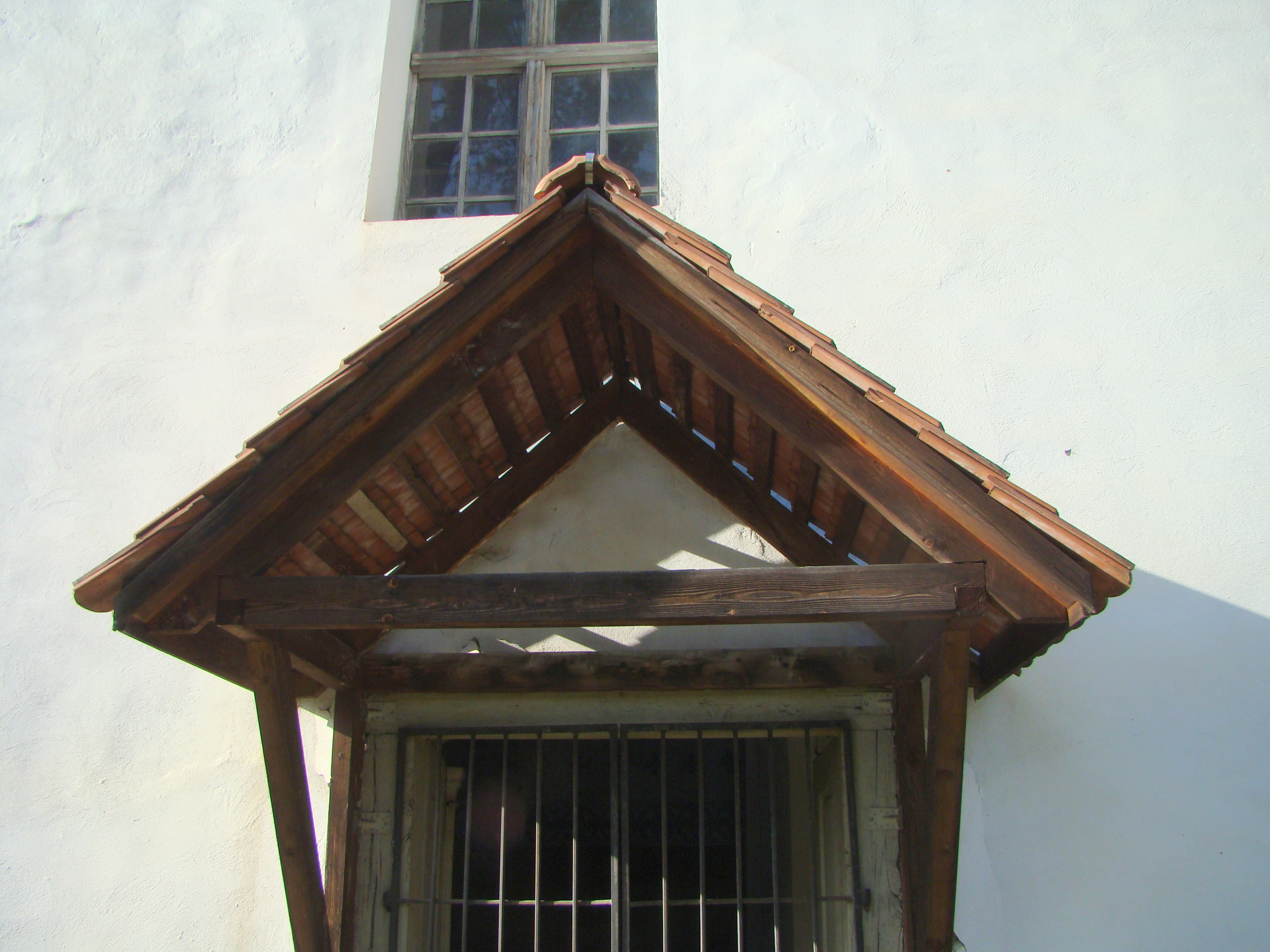
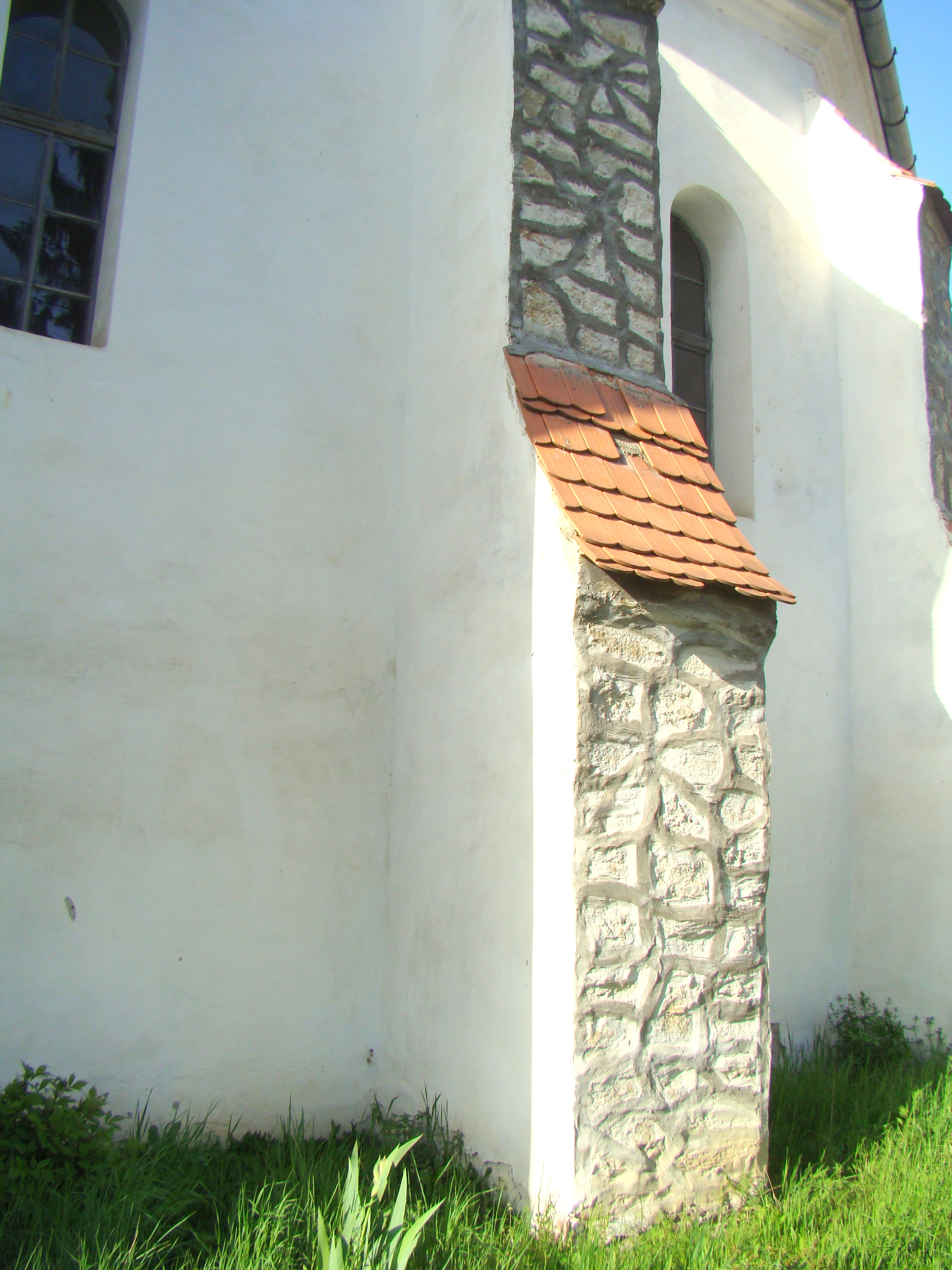
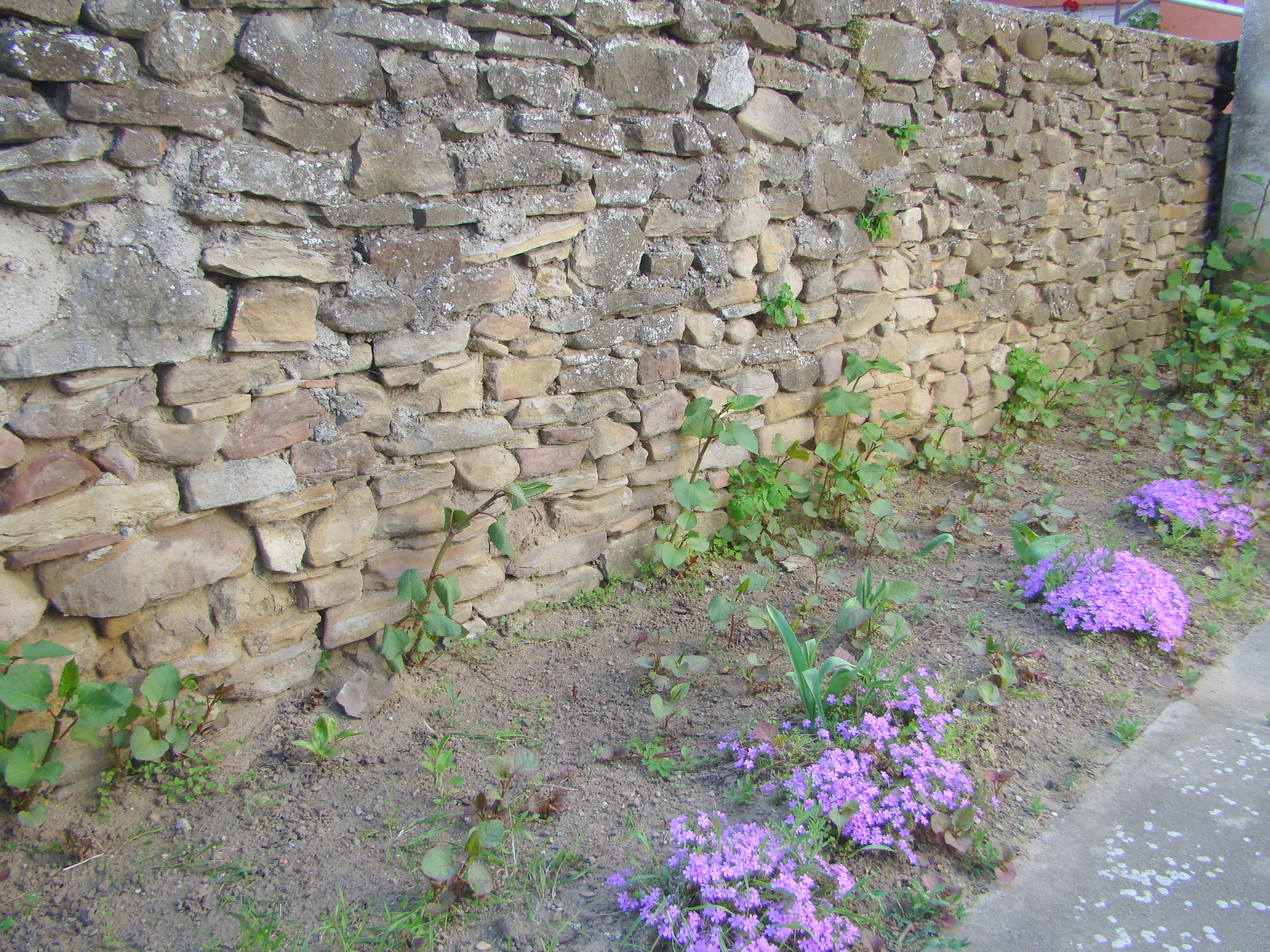
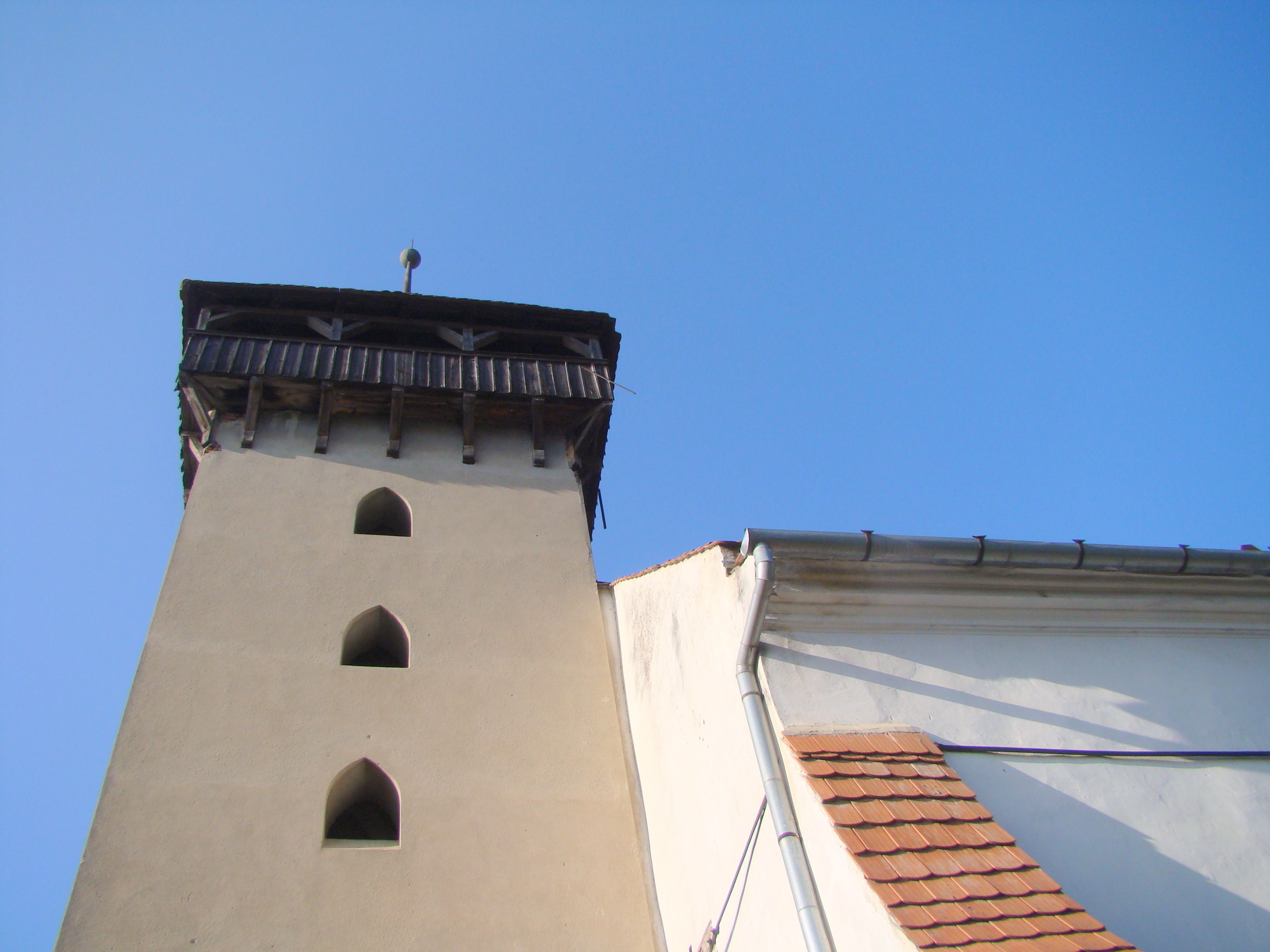
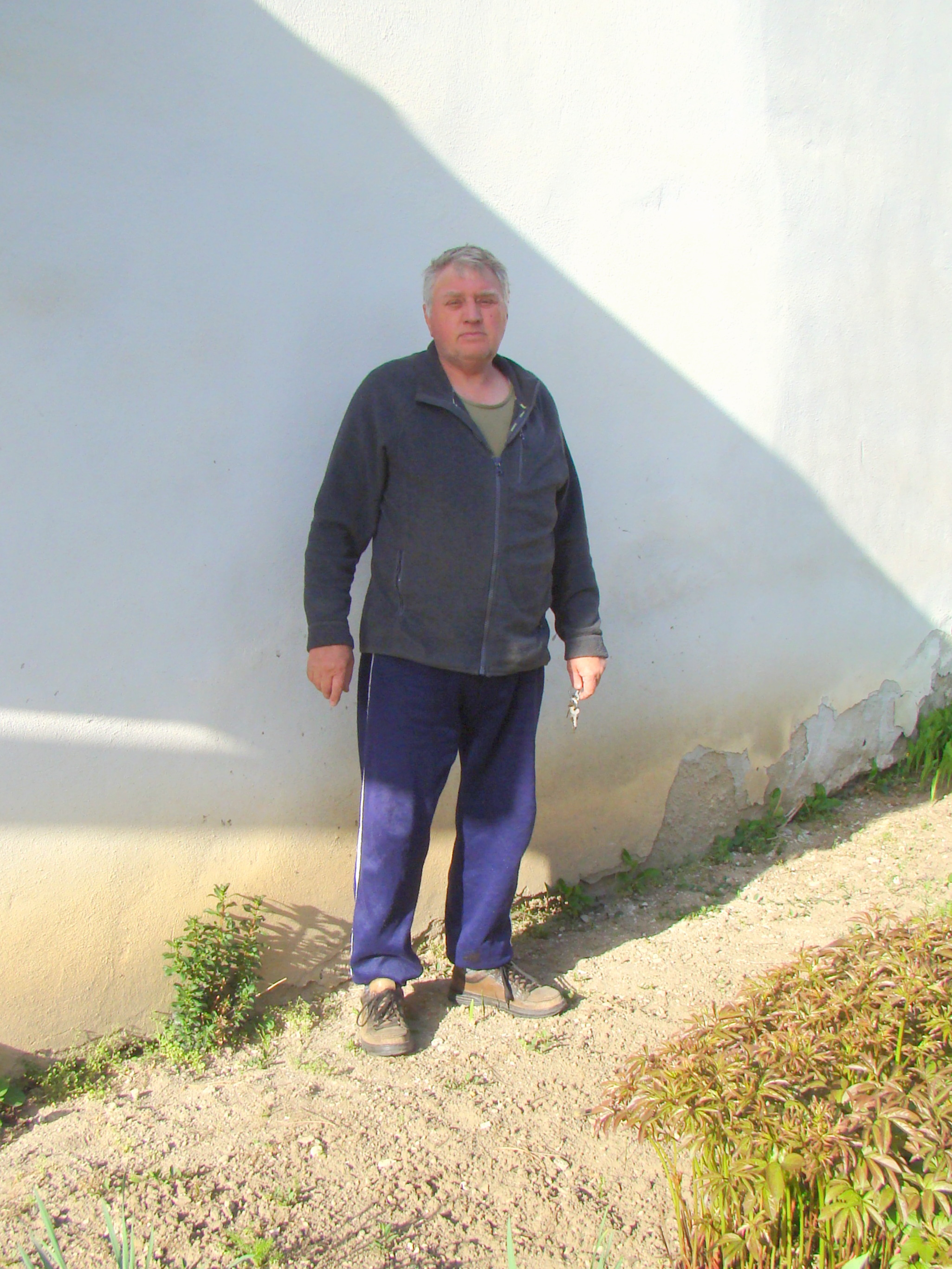
Curatorul bisericii evanghelice fortificate din Daneș: Gerhard Paul
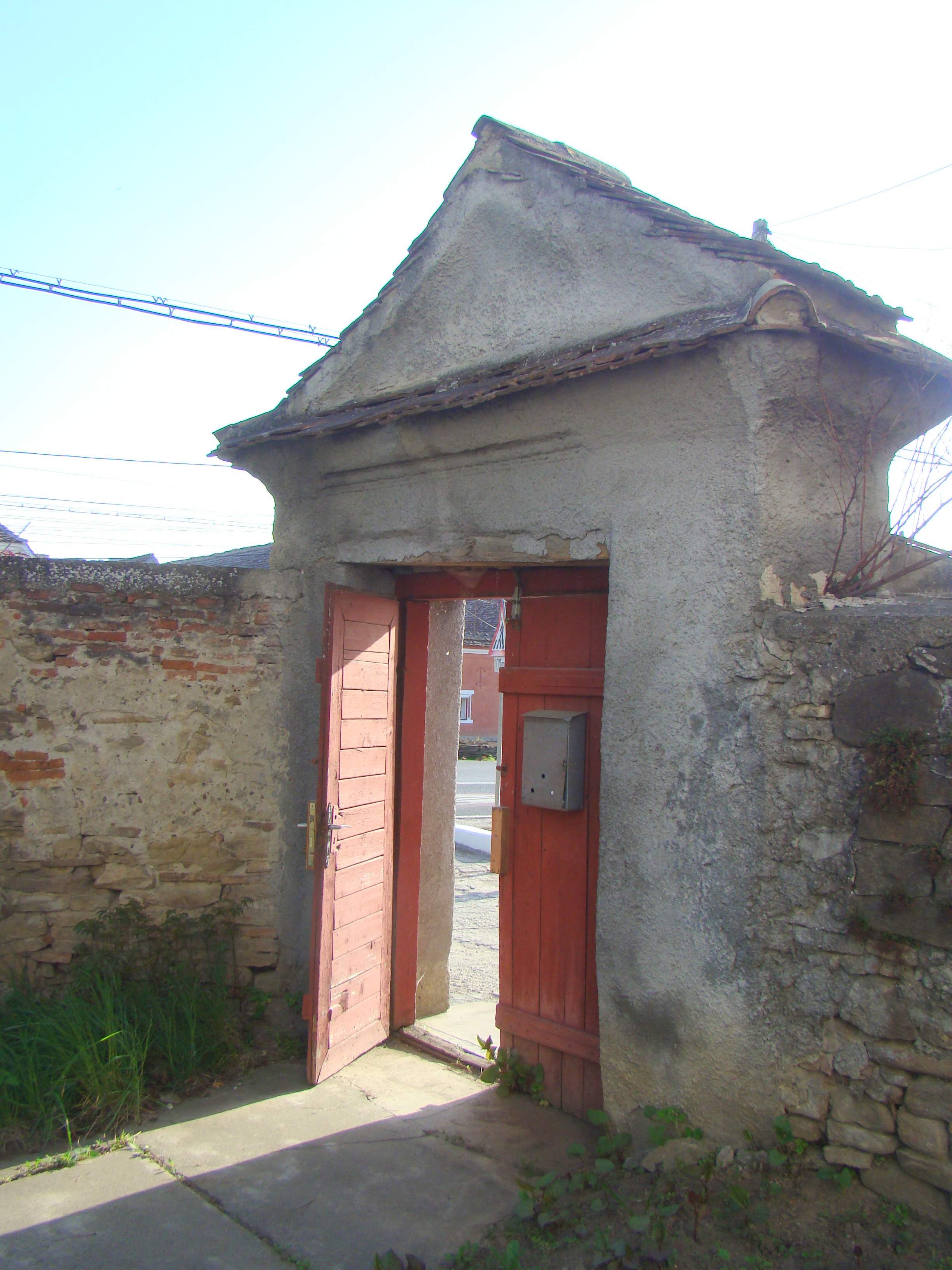

## Imagini din interior

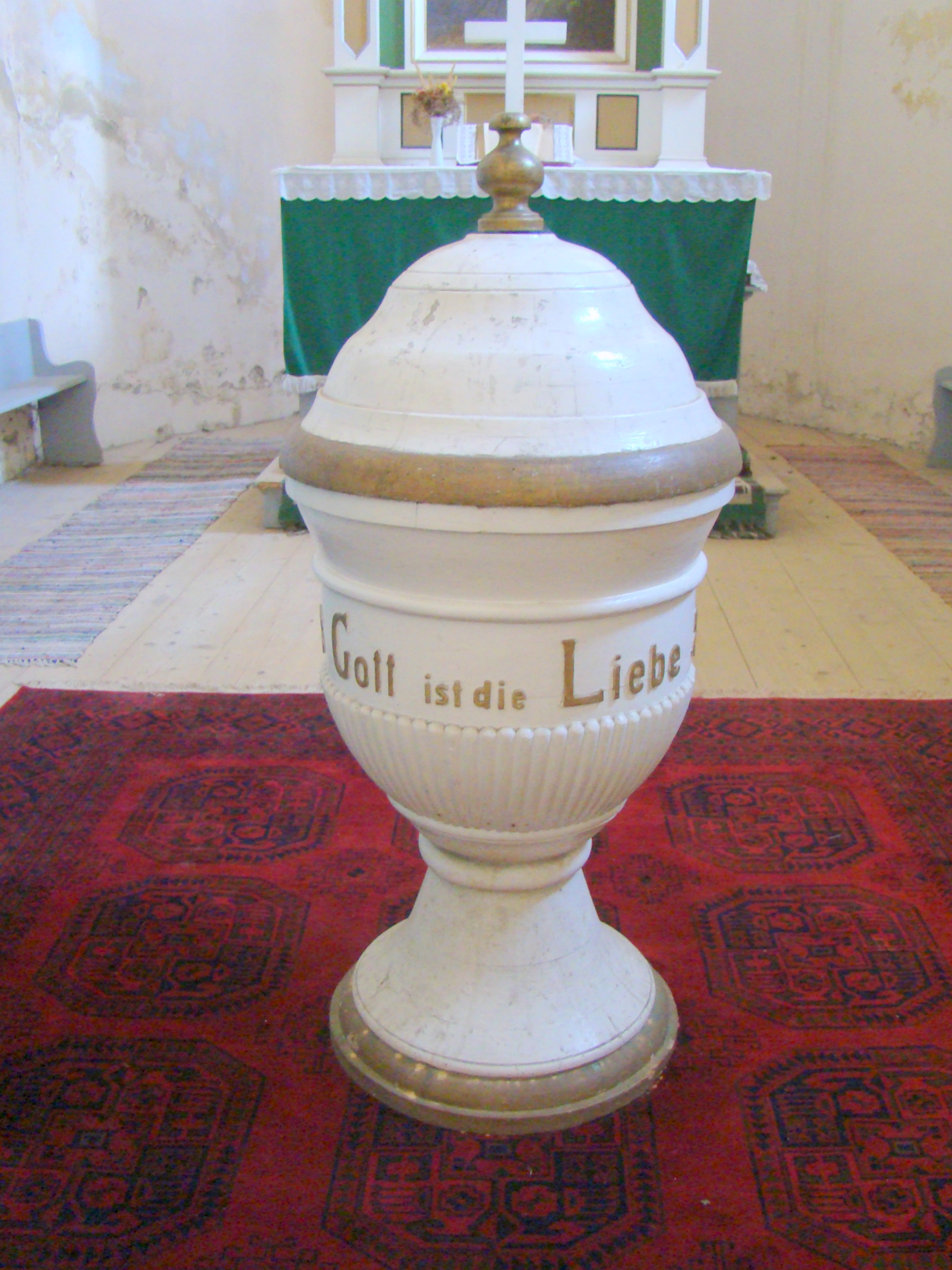
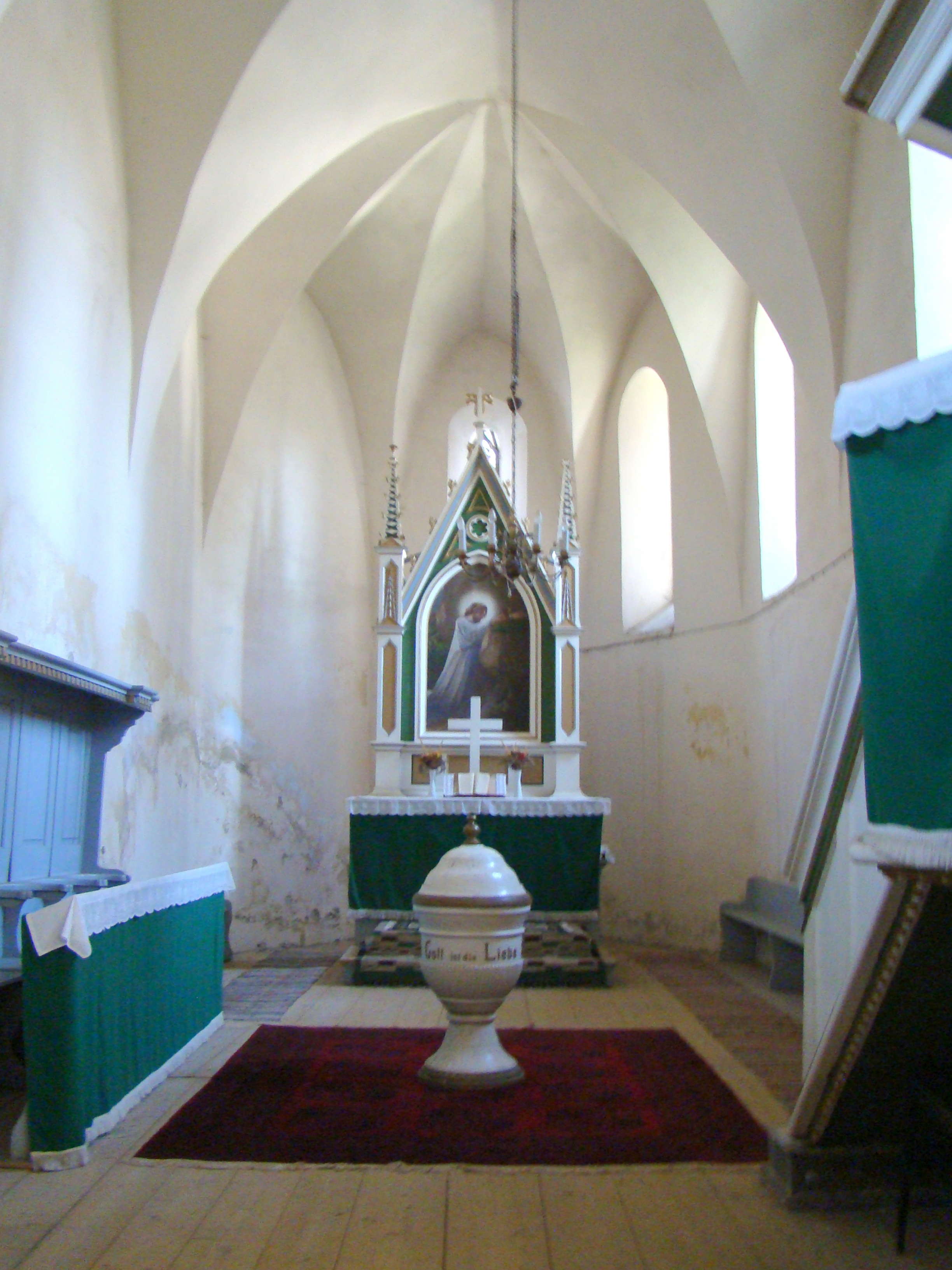
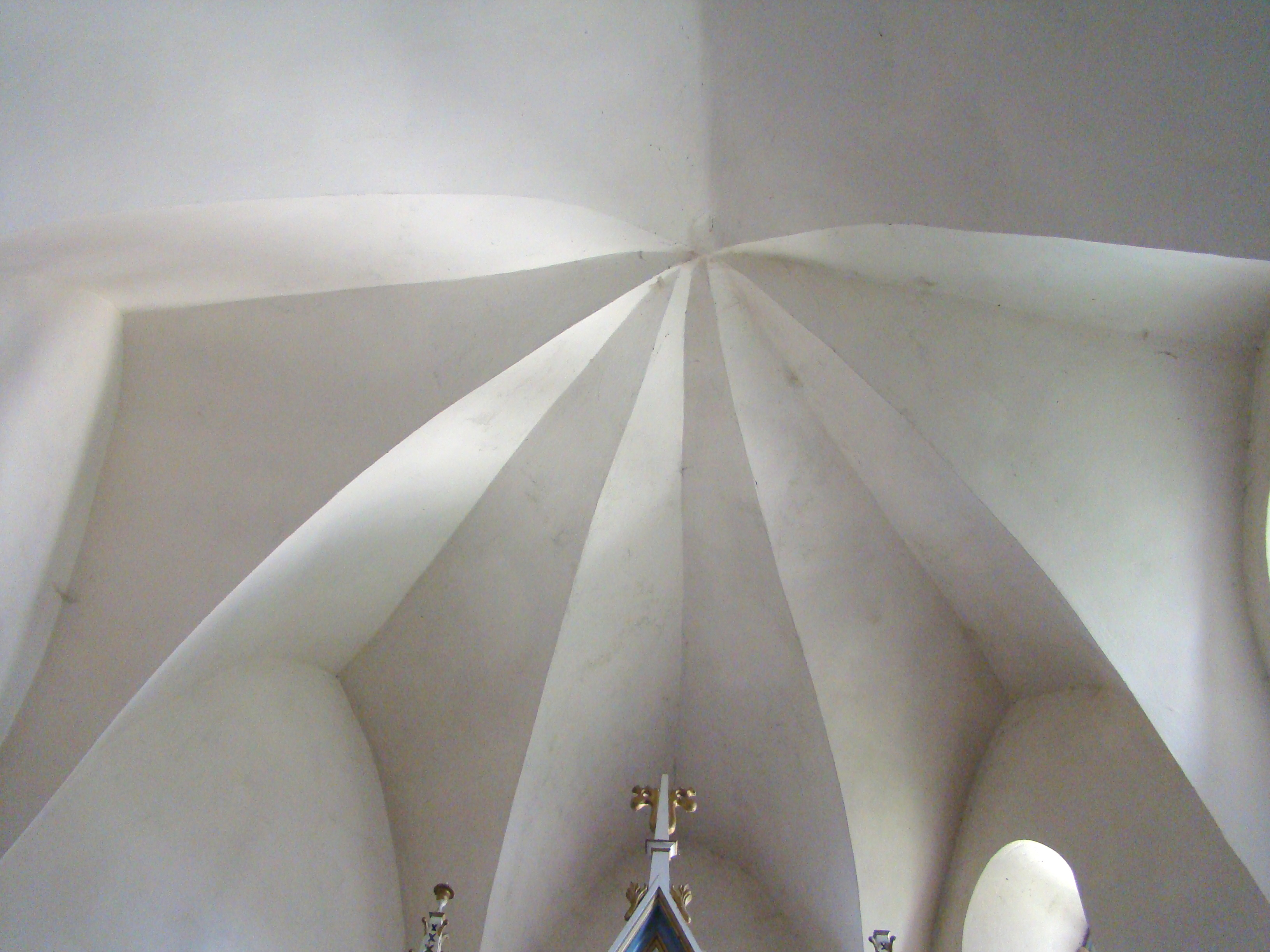
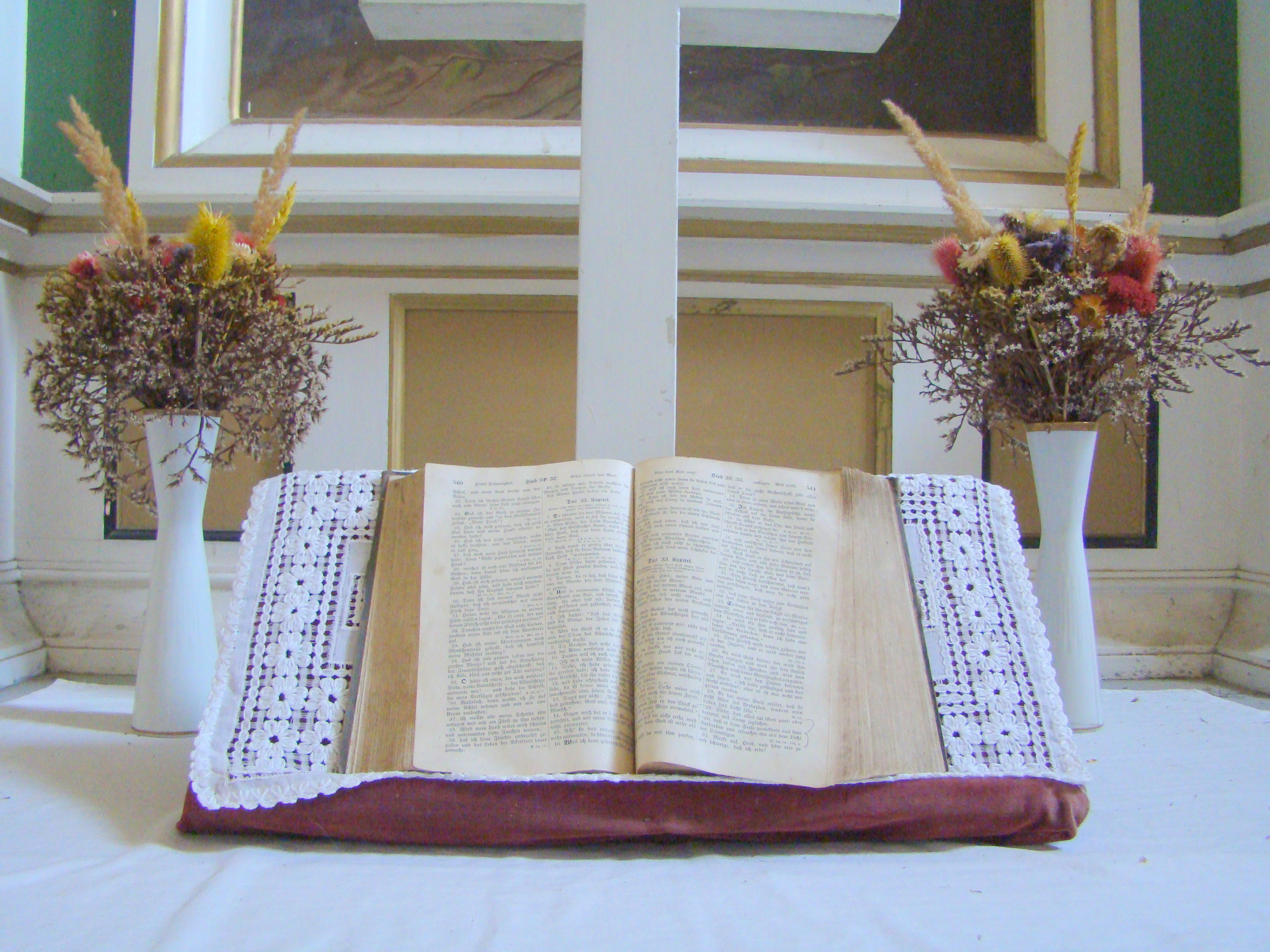
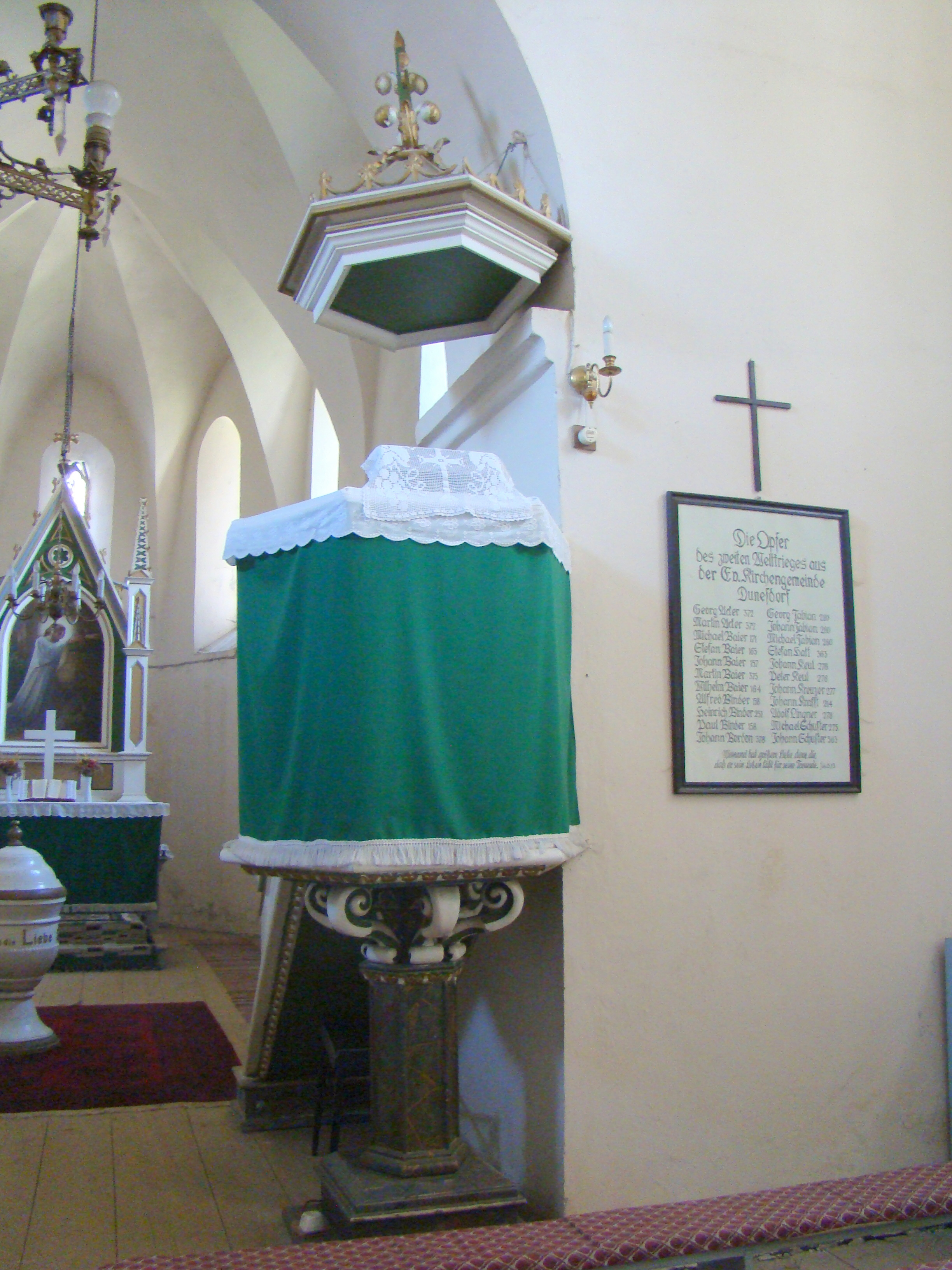
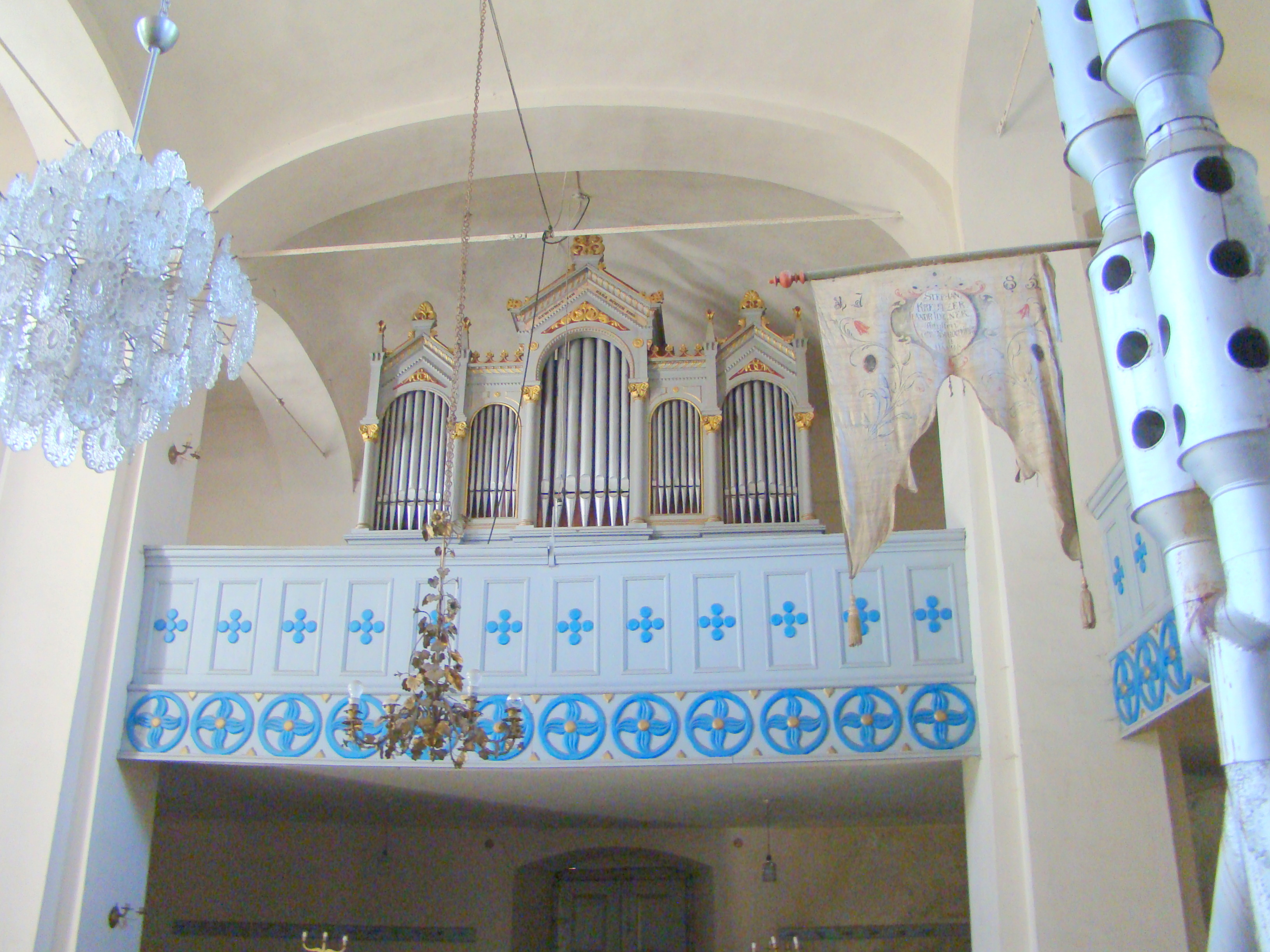
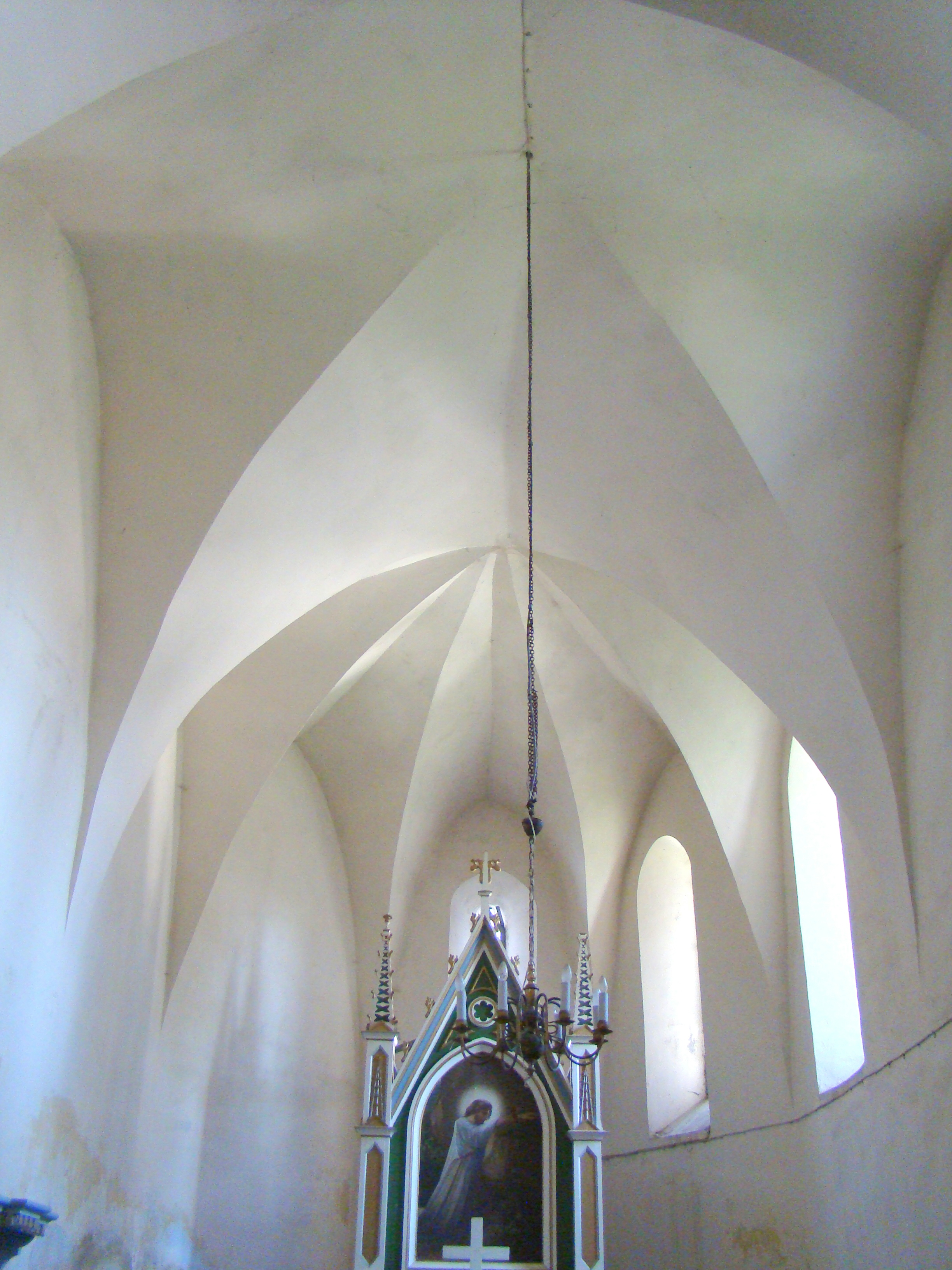
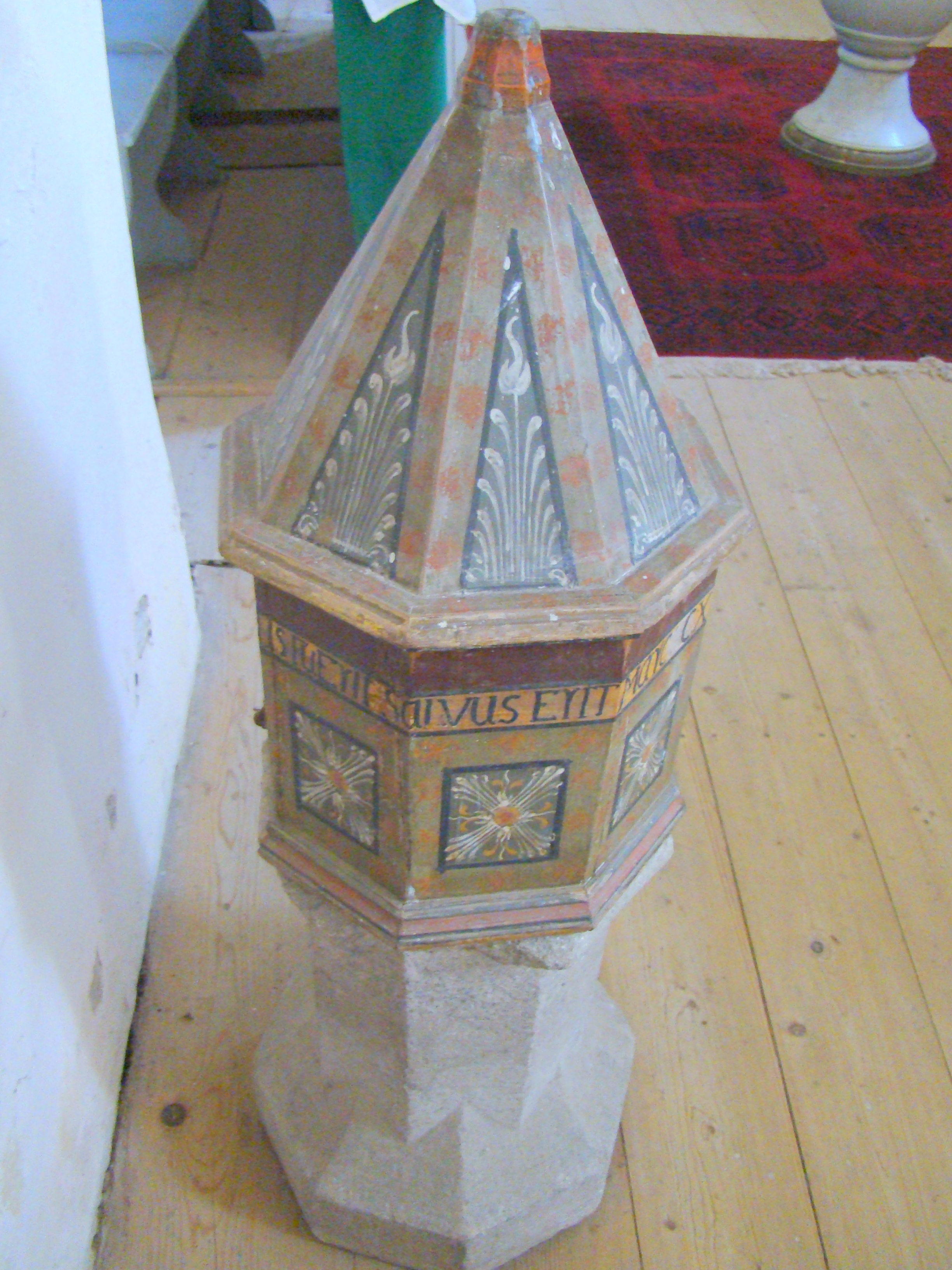
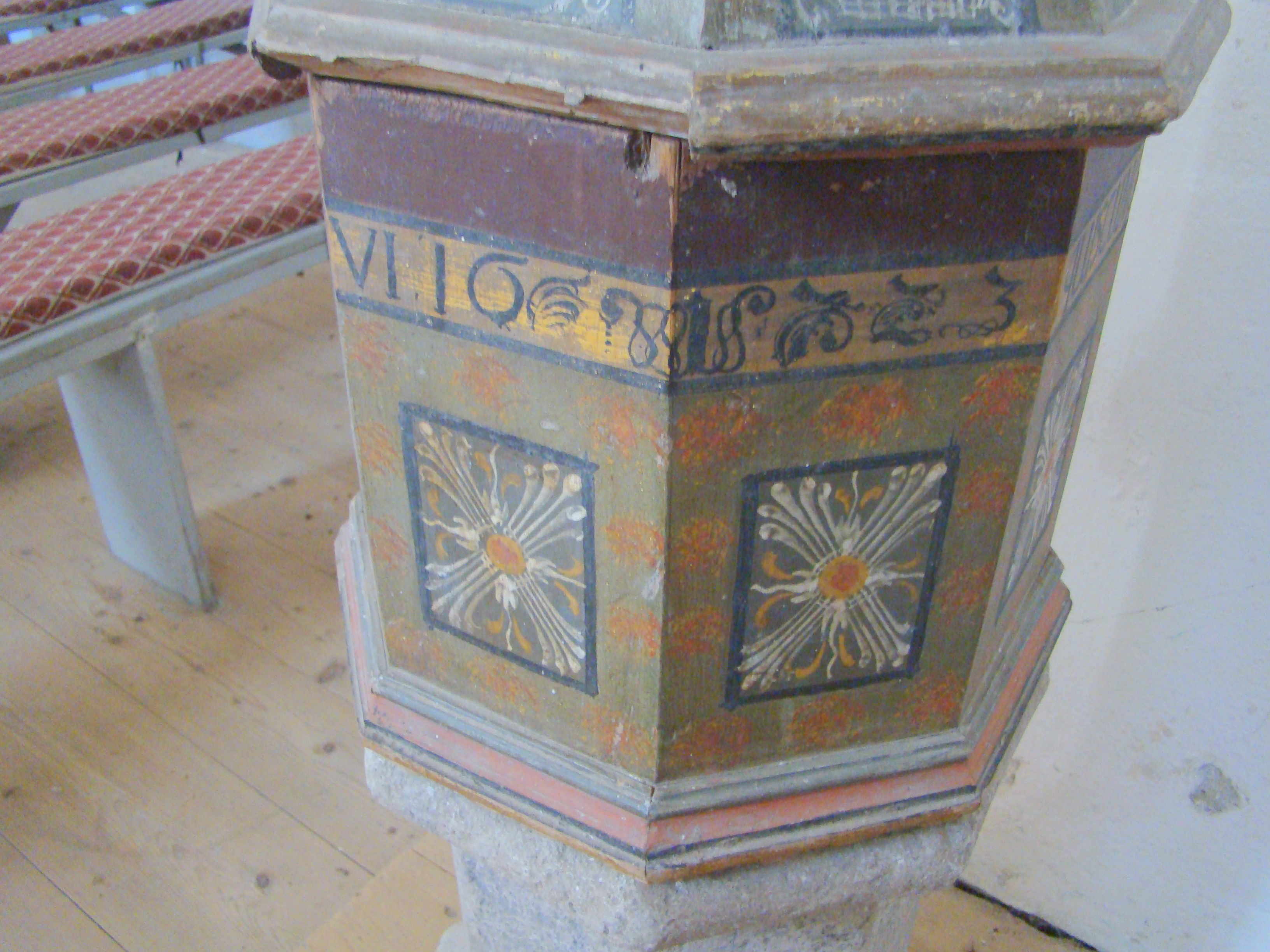
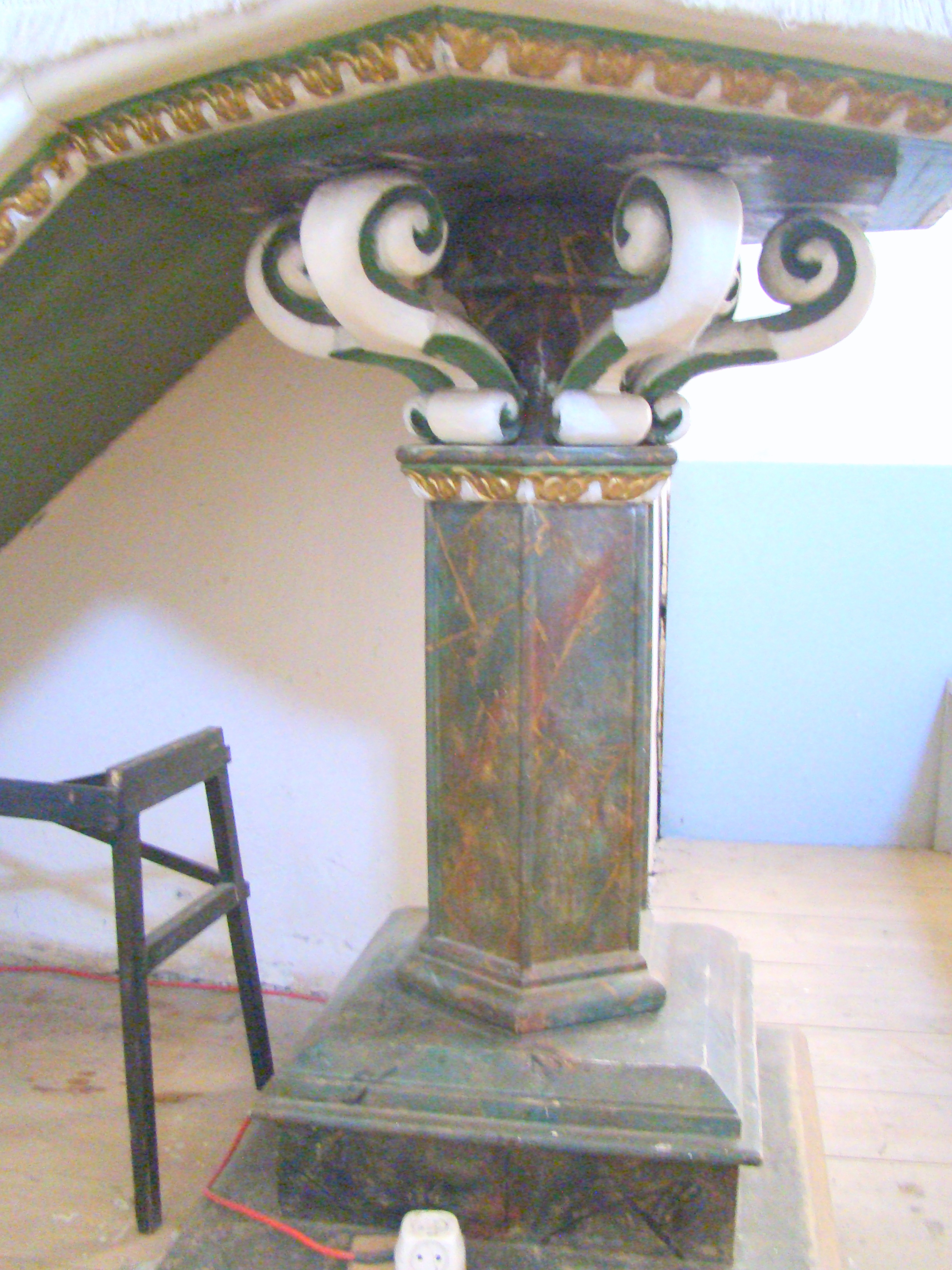
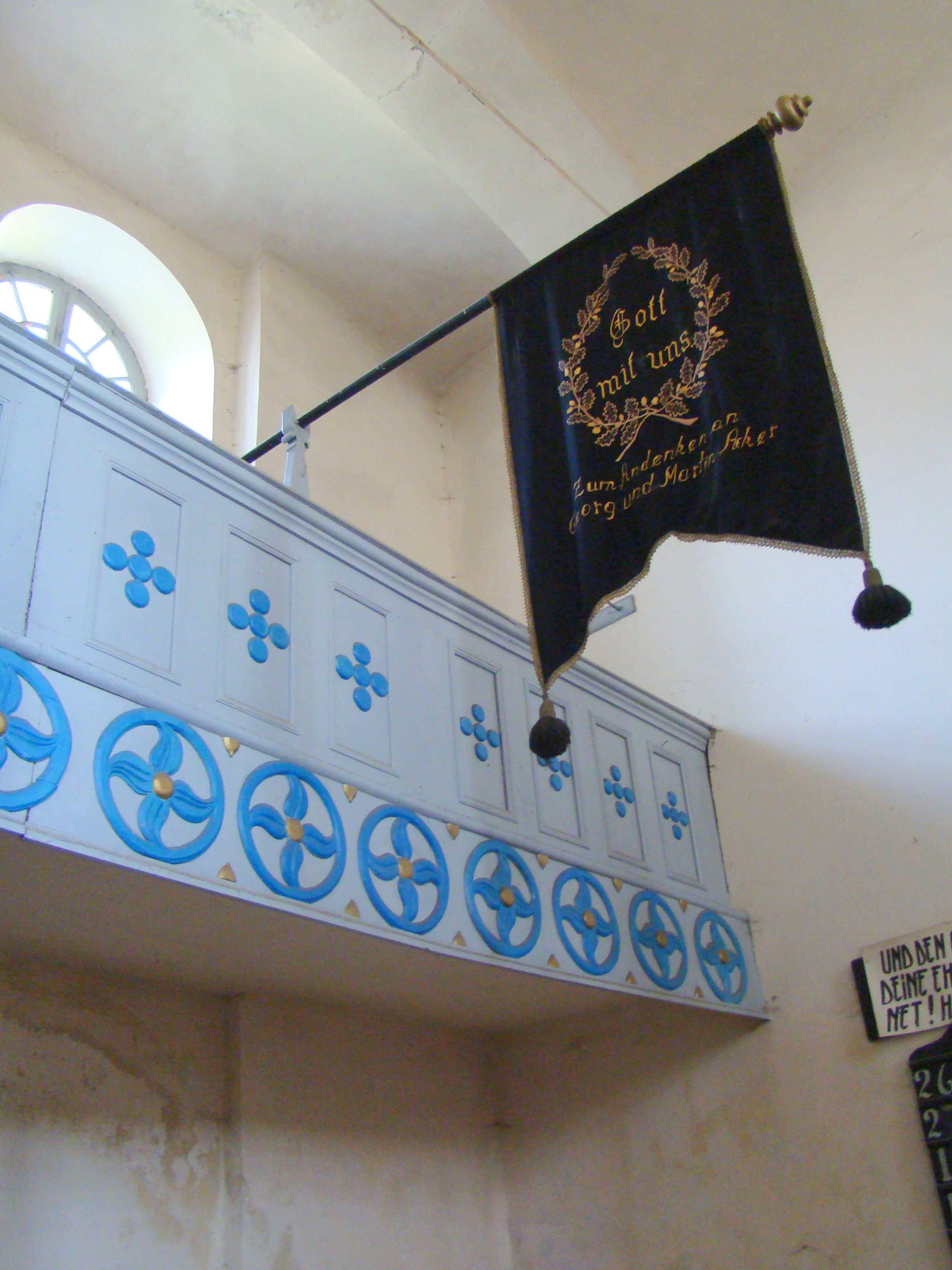
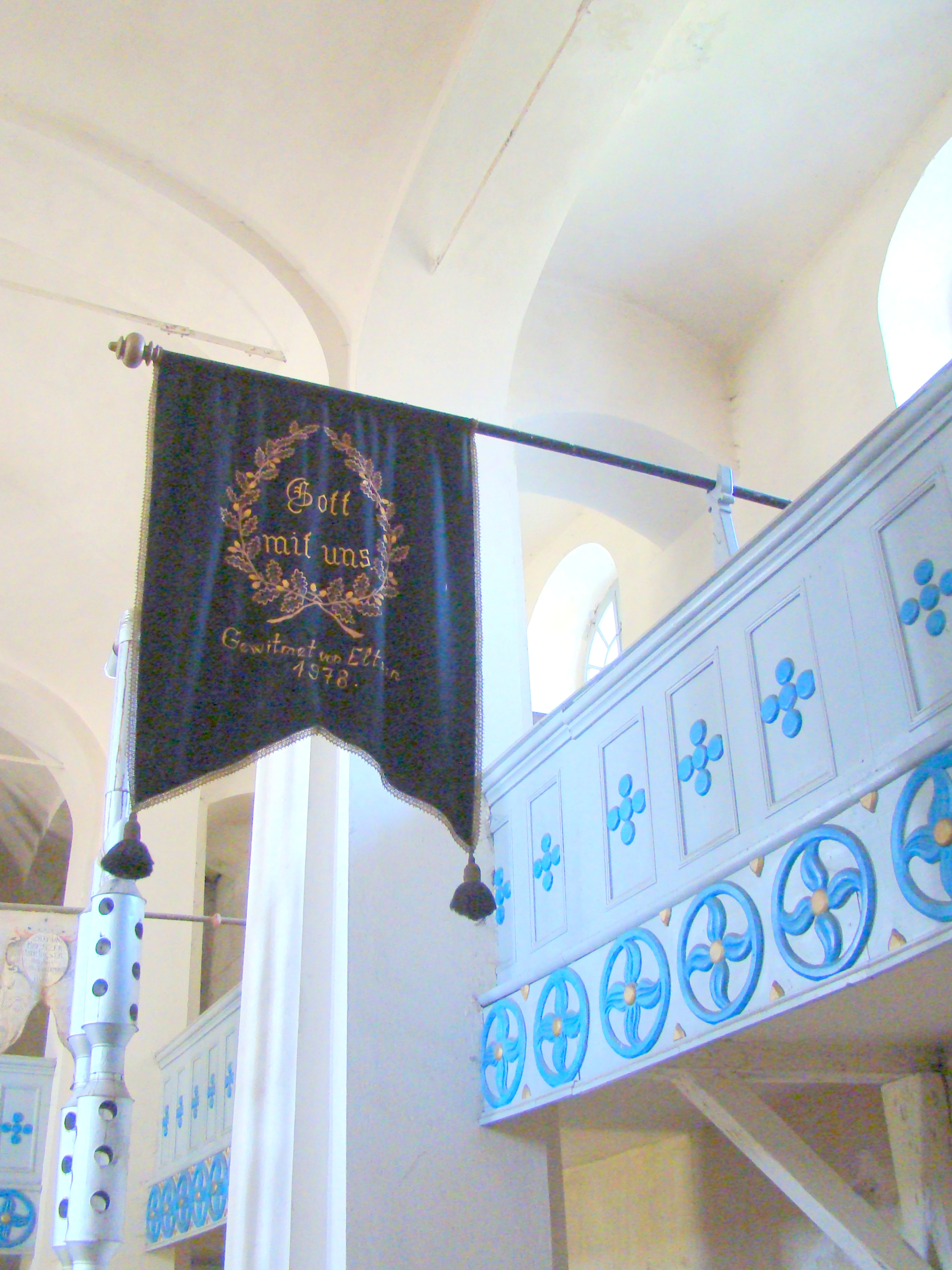
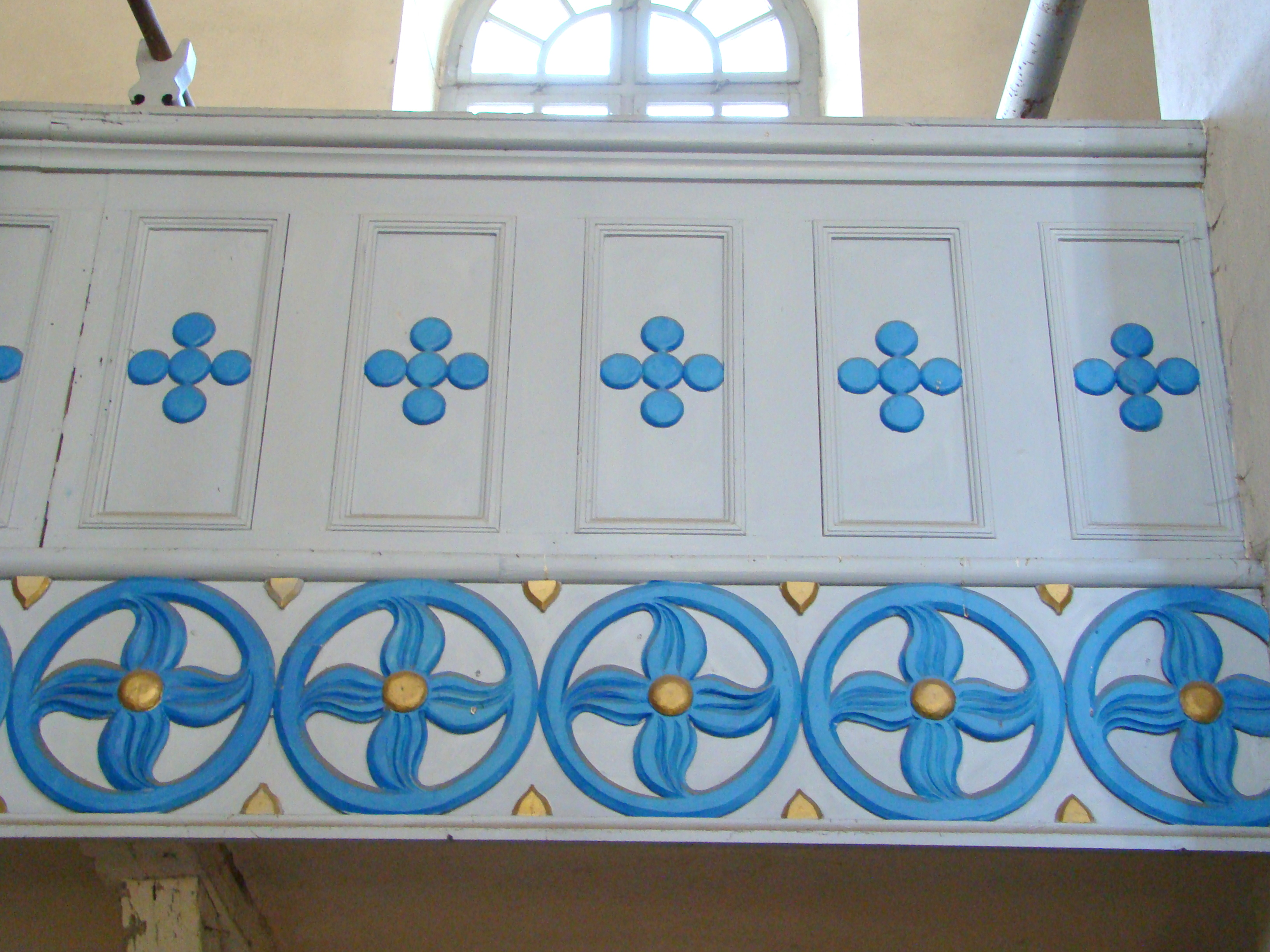
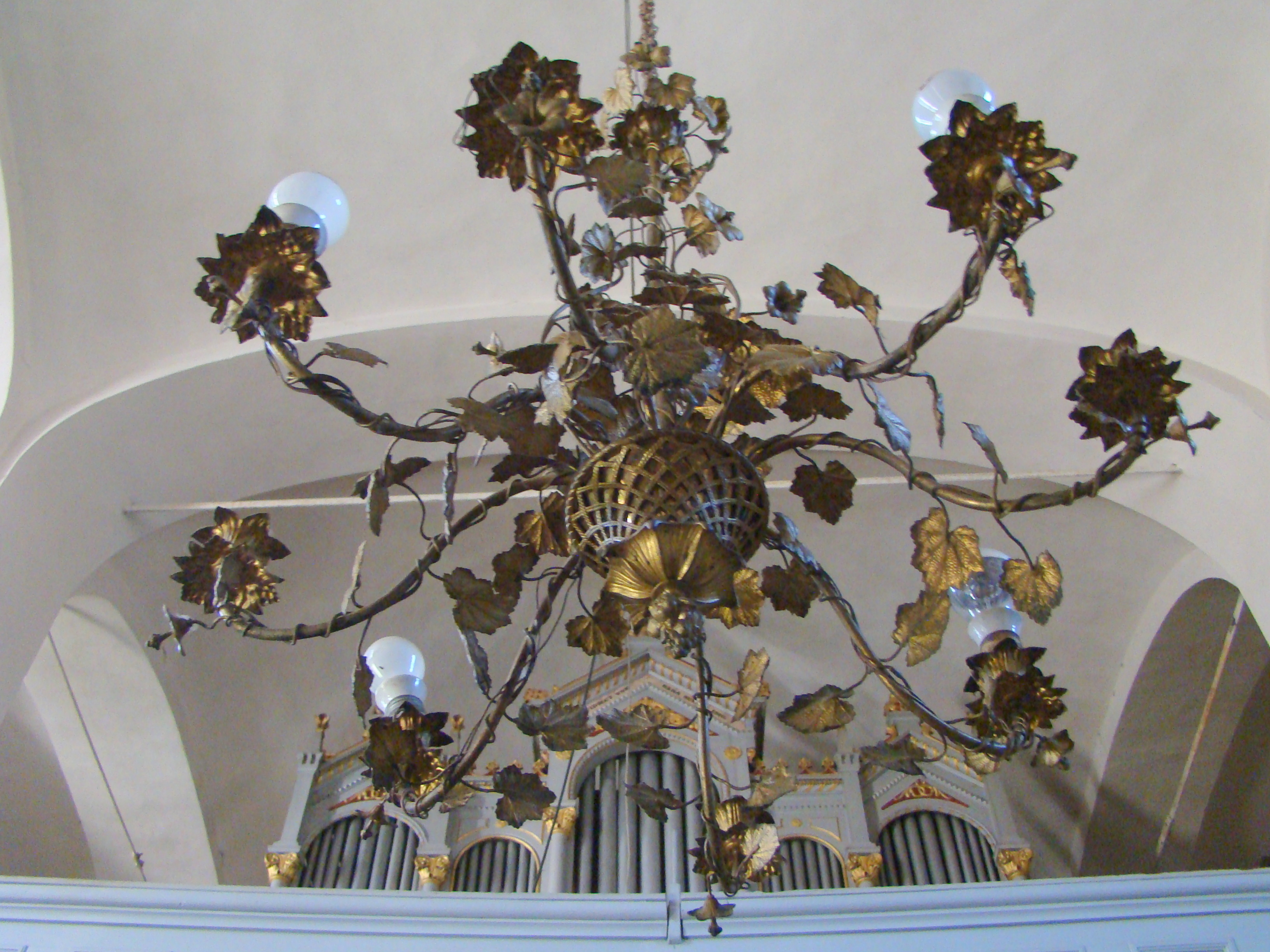
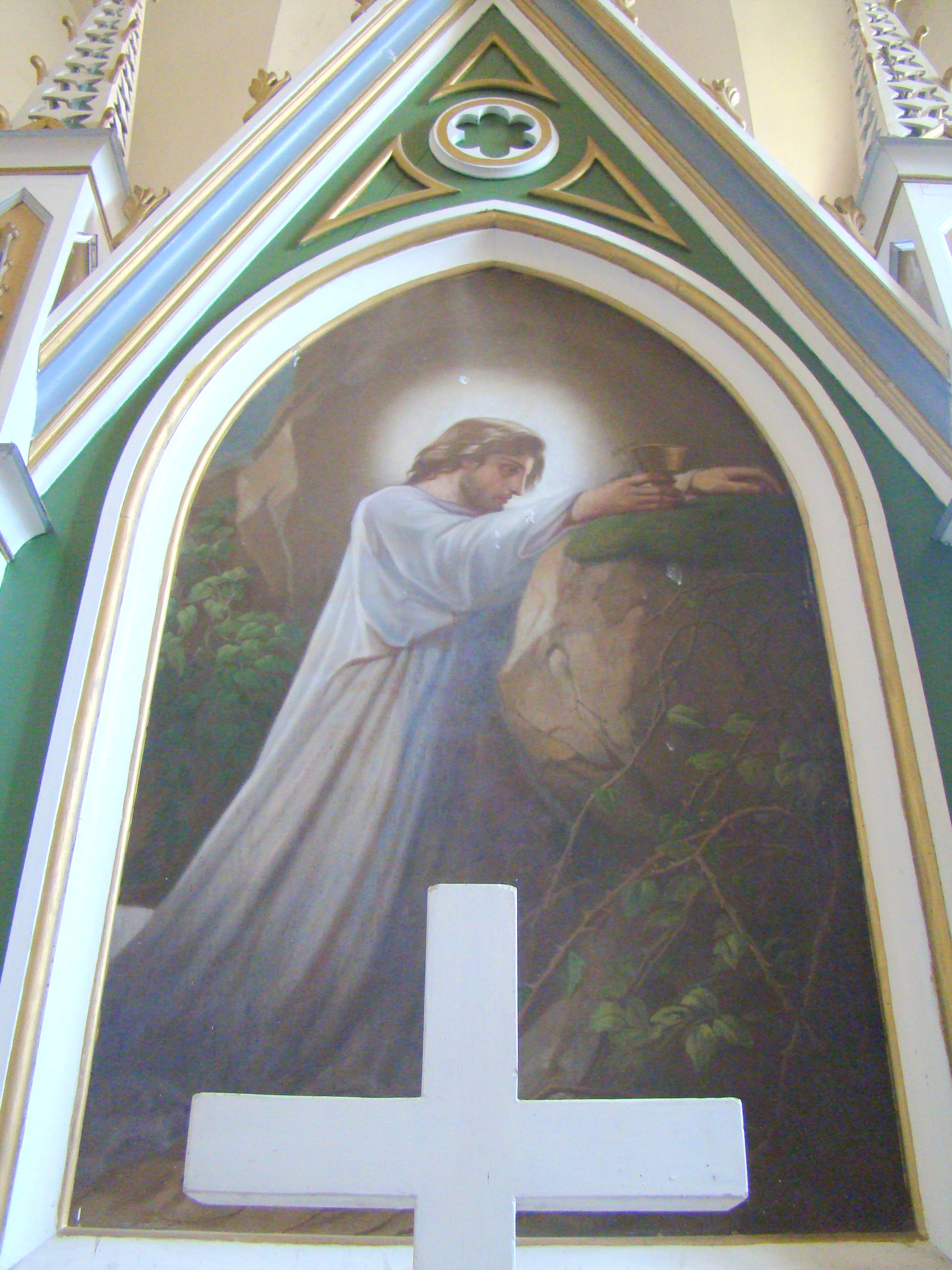
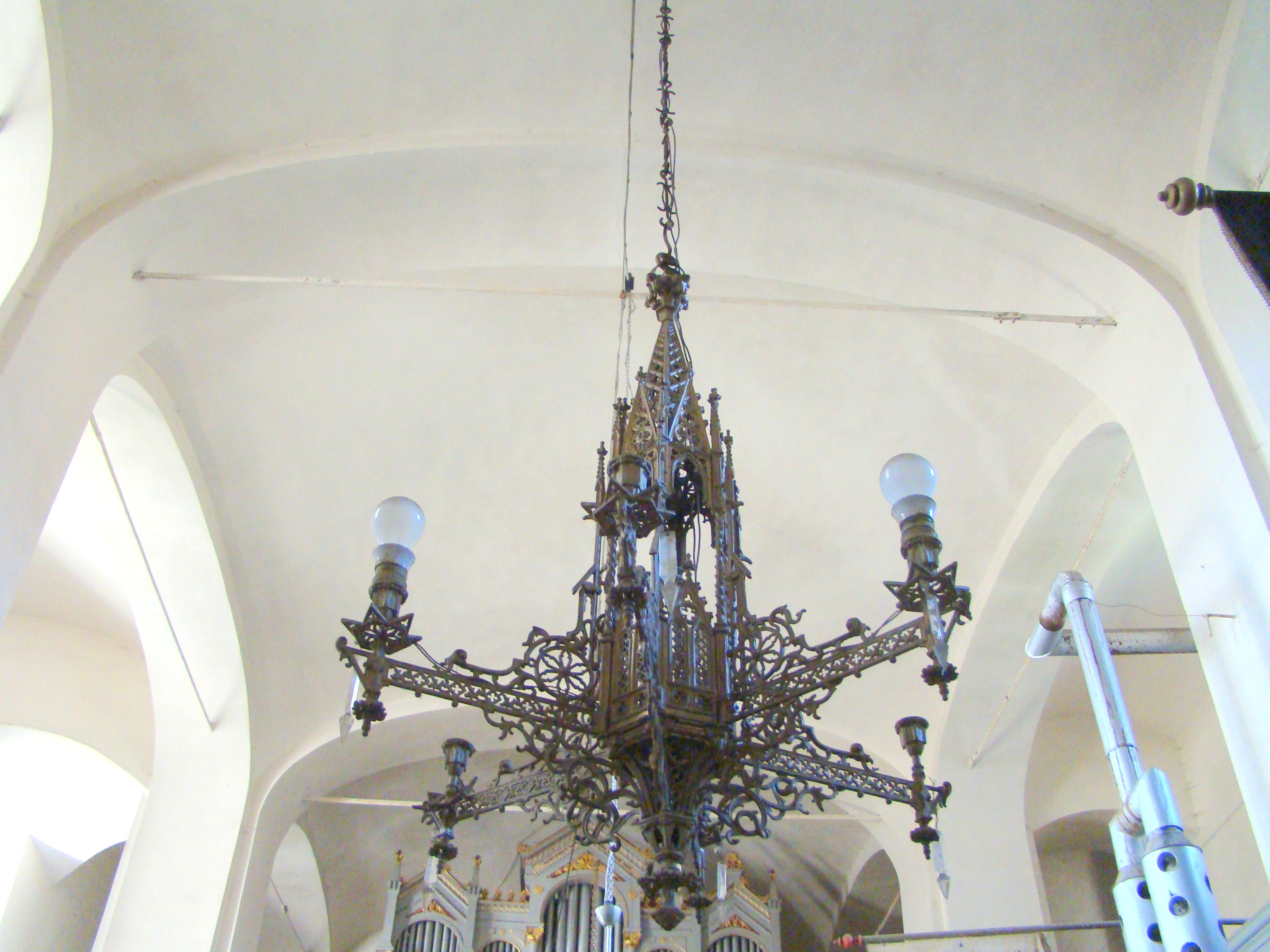
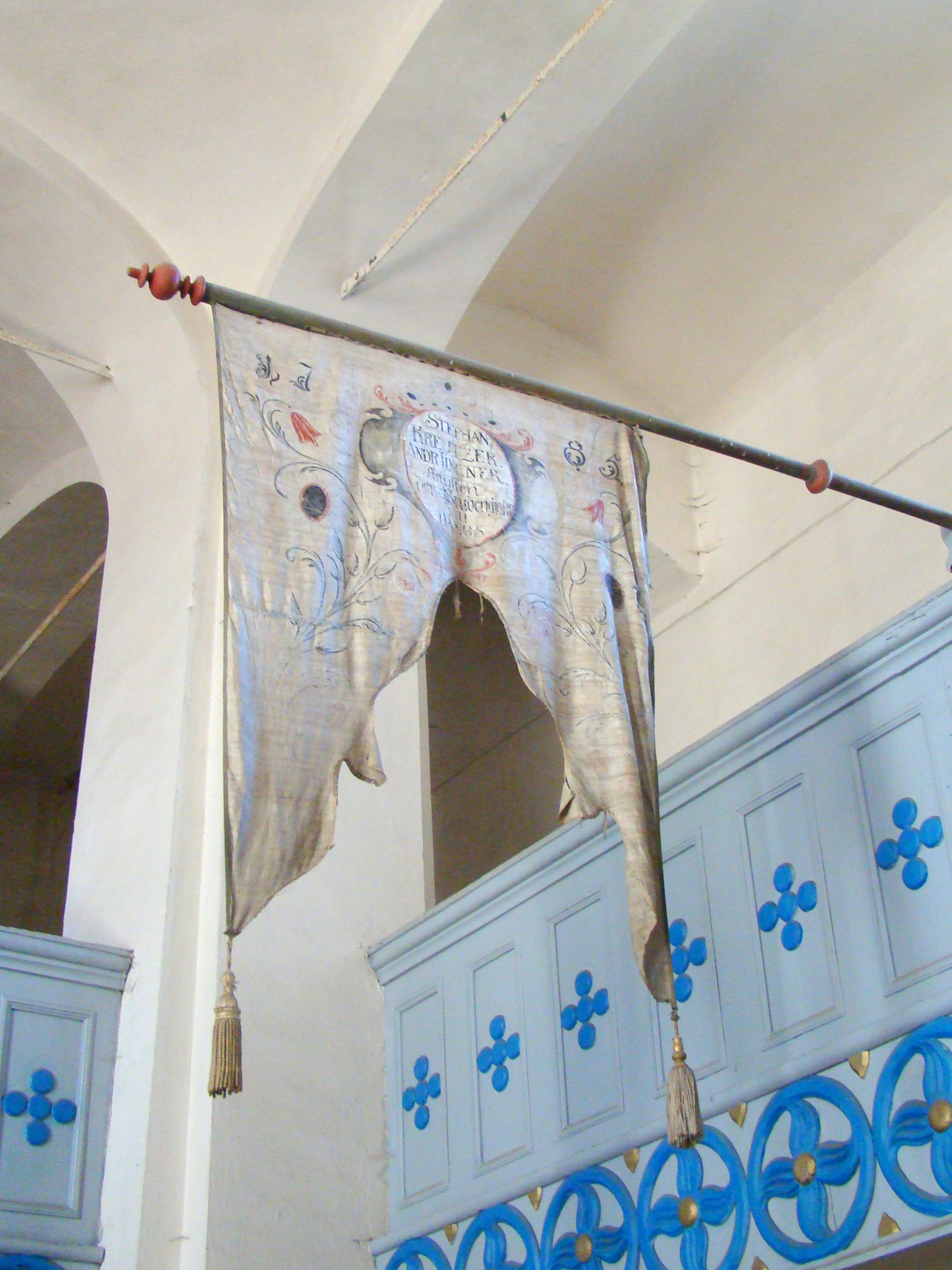
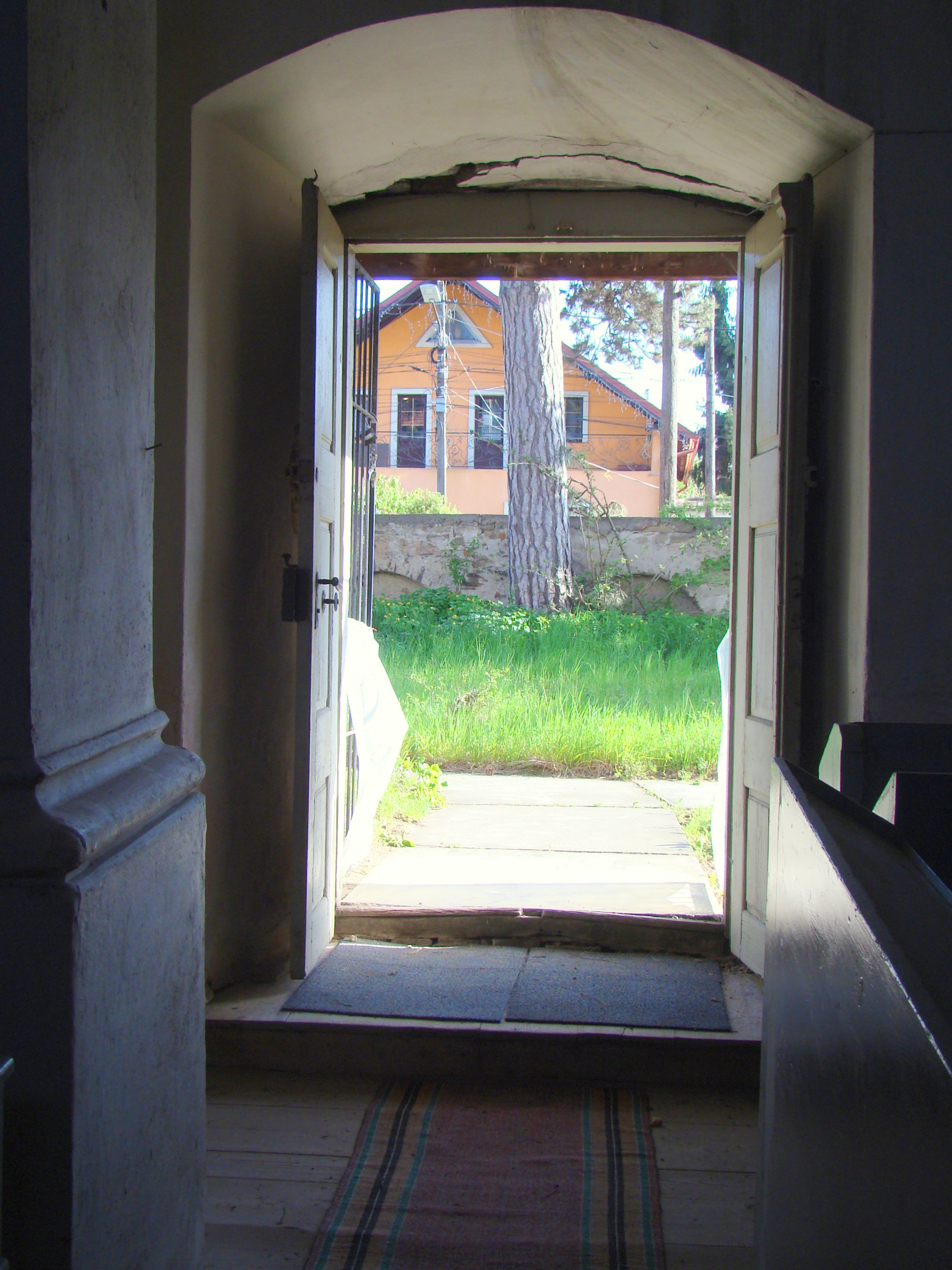